# Boycott, Divestment and Sanctions

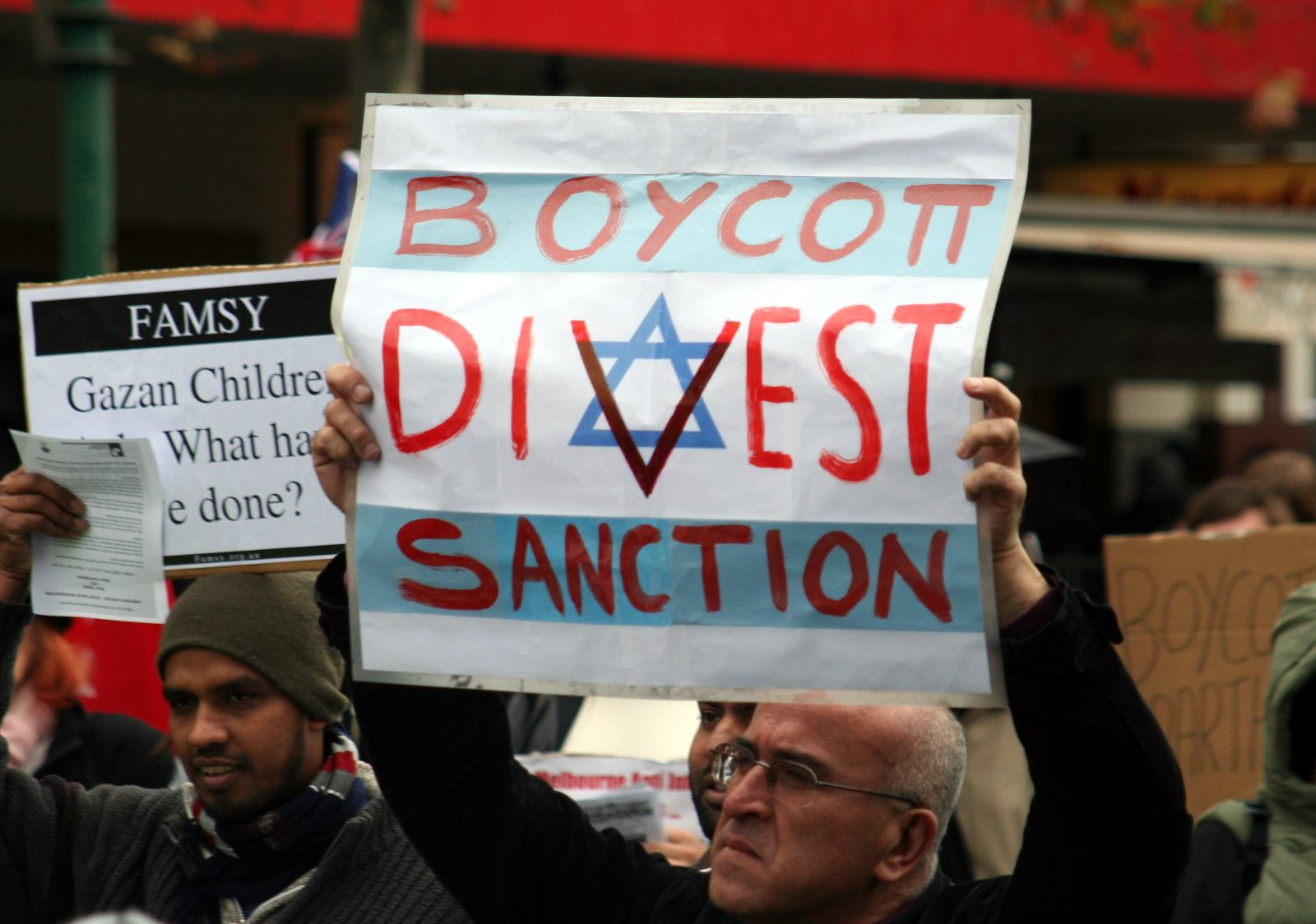
BDS-Plakat mit übermalter Israel-Flagge, Melbourne 2010

Boycott, Divestment and Sanctions (englisch für „Boykott, Desinvestition und Sanktionen“; kurz BDS) ist eine transnationale politische Kampagne, die den Staat Israel wirtschaftlich, kulturell und politisch isolieren will, um ihre im Jahr 2005 beschlossenen Ziele durchzusetzen: Israel müsse die „Okkupation und Kolonisierung allen arabischen Landes“ beenden, das „Grundrecht seiner arabisch-palästinensischen Bürger auf volle Gleichheit“ anerkennen und „das Recht der palästinensischen Flüchtlinge auf eine Rückkehr in ihre Heimat und zu ihrem Eigentum gemäß UN-Resolution 194 schützen und fördern.“ 171 palästinensische Organisationen unterzeichneten den Aufruf; viele Nichtregierungsorganisationen (NGOs) und Prominente unterstützen ihn. Führende BDS-Vertreter bestreiten offen das Existenzrecht Israels und wollen diesen Staat abschaffen.
Zahlreiche Historiker, Sozialwissenschaftler und Antisemitismusforscher ordnen die Ziele der Kampagne als antizionistisch (gegen einen jüdischen Staat gerichtet) bzw. auch als antisemitisch ein. Die Autoren der Jerusalemer Erklärung zum Antisemitismus (JDA) dagegen betonen, Israelboykotte an sich seien nicht antisemitisch. Deutschland, Österreich und Tschechien haben dagegen die BDS-Kampagne als antisemitisch eingestuft. Das deutsche Bundesamt für Verfassungsschutz beobachtet sie als „extremistischen Verdachtsfall“.

## Historische Vorläufer
Als historische Wurzel von BDS gelten Boykotte von Arabern gegen den Jischuv in Palästina ab 1920. Auch BDS-Vertreter stellen ihren Aufruf von 2005 in diese Tradition.
Historische Vorläufer waren etwa Boykottaufrufe arabischer Nationalisten gegen jüdische Unternehmen und Landkäufe in Palästina 1920, des Islamischen Weltkongresses 1931, des Arabischen Exekutivkomitees im März 1933, der Arab Labour Federation 1934, des Arabischen Hohen Komitees im arabischen Aufstand (1936–1939) und des Panarabisches Kongresses in Bludan (Syrien) 1937.

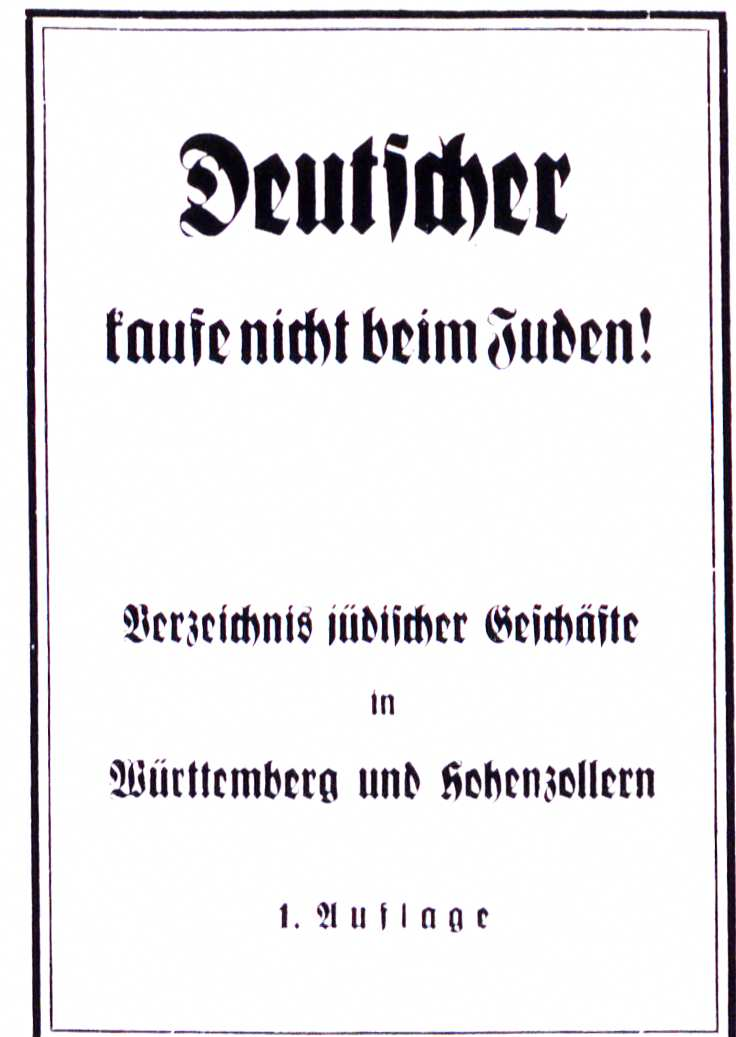
Nationalsozialistischer Boykottaufruf (1935)

 Ab 1933 waren solche Aufrufe auch vom nationalsozialistischen Judenboykott (1. April 1933) beeinflusst: An dessen Vortag bot Palästinas Großmufti Mohammed Amin al-Husseini dem NS-Regime an, dessen Boykottaufruf unter allen Muslimen der Welt zu verbreiten.
Im Dezember 1945 beschloss die neugegründete Arabische Liga einen Boykott aller von Juden im britischen Mandatsgebiet Palästina hergestellten Produkte und Dienstleistungen, aus dem der ökonomische Boykott Israels durch die Arabische Liga hervorging. Diesen stellten ab 1979 immer mehr Mitgliedsstaaten der Liga ein oder begrenzten ihn, doch die Liga hob ihn formell nie auf.

## Entstehung
Nach Eigenangaben entstand BDS aus Selbsthilfegruppen für die Erste Intifada in Palästina, die dann mit Hilfe ausländischer Geldgeber professionelle NGOs wurden und den Kampf gegen die israelische Besatzung nach dem Scheitern des Oslo-Friedensprozesses im Jahr 2000 fortsetzen wollten. Als die Zweite Intifada begann, wollte ein Verbund antiisraelischer NGOs Israel bei der Weltkonferenz gegen Rassismus in Durban 2001 erneut isolieren und Zionismus erneut mit Rassismus gleichsetzen. Beim Vorbereitungstreffen im Februar 2001 in Teheran warfen die Teilnehmer Israel „eine neue Form der Apartheid, ein Verbrechen gegen die Menschlichkeit“ sowie „Holocausts“ (Plural) an Arabern vor. Es folgten vorbereitete antisemitische Demonstrationen und Übergriffe auf jüdische und israelische NGOs beim NGO-Forum in Durban. Dessen Abschlusserklärung forderte, die 1991 widerrufene UN-Resolution 3379 von 1975 wiedereinzusetzen, nur gegen Israel ein Kriegsverbrechertribunal einzurichten, eine „Politik der vollständigen und totalen Isolation Israels als Apartheidstaat“ zu verhängen und jene Staaten zu verurteilen, die Israels angebliche „rassistische Verbrechen gegen die Menschheit“ unterstützten oder duldeten. Alle Staaten seien auf Sanktionen und Embargos gegen Israel zu verpflichten und müssten jede diplomatische, ökonomische, soziale, humanitäre und militärische Zusammenarbeit mit Israel vollständig abbrechen. Jeder Hinweis auf Bürgerrechte arabischer Israelis und auf Terroranschläge von Palästinensern auf israelische Zivilisten fehlte. Aus dieser „Durban-Strategie“, Israel mit Berufung auf das Völkerrecht genozidaler Verbrechen anzuklagen, entstand die BDS-Kampagne. Ihr Auslöser und Beginn war die NGO-Abschlusserklärung von Durban, die sich gegen den Staat Israel richtete und auf die Anti-Apartheid-Bewegung der 1980er Jahre gegen Südafrika stützte. Dies blieb infolge der Terroranschläge am 11. September 2001 weithin unbeachtet.
Während Israels „Operation Schutzschild“ im April 2002 riefen einige britische Akademiker zum Boykott israelischer Hochschulen auf. Im April 2004 in Ramallah startete die Palestinian Campaign for the Academic and Cultural Boycott of Israel (PACBI). Im Frühjahr 2005 in Toronto (Kanada) fand die erste Israeli Apartheid Week statt, die jährlich für BDS wirbt. Am 9. Juli 2005 beschlossen 171 Organisationen den BDS-Aufruf, dem alle Vorläufergruppen beitraten.
Die am sechsten Weltsozialforum 2006 beteiligten NGOs übernahmen den Aufruf. Beim siebten Weltsozialforum 2007 riefen Palästinensergruppen zur globalen BDS-Bewegung auf. Im November 2007 gründete die erste palästinensische BDS-Konferenz in Ramallah das BDS National Committee (BNC). Dessen Leiter Omar Barghouti ist ein in Katar geborener Nachfahre von Palästinensern und nennt sich „Menschenrechtsaktivist“. Das BNC soll die BDS-Kampagne weltweit koordinieren, erlaubt aber eigene Aktionen gegen Israel „im Namen von BDS“. Zur Bewegung werden daher alle Akteure gezählt, die Boykotte und Investitionsabzug gegen Israelis und mit Israel handelnde Personen, Firmen und Institutionen starten und Regierungen zu Sanktionen und Embargos gegen Israel drängen.

## Ziele
Der BDS-Aufruf von 2005 kritisierte den Bau israelischer Siedlungen und laut dem IGH illegaler Sperranlagen im Westjordanland und um den Gazastreifen. Israel sei größtenteils auf „ethnisch gesäubertem“ Land gegründet worden. Die Lage der arabisch-palästinensischen Israelis sei durch eine „in Israels System verwurzelte rassistische Diskriminierung“ geprägt. Israel habe seit 1948 hunderte UN-Resolutionen zum Beenden der Besatzung und Unterdrückung der Palästinenser missachtet. Darum riefen die Vertreter der palästinensischen Zivilgesellschaft nun internationale Organisationen und Menschen in aller Welt zu BDS und „gewaltlosen Strafmaßnahmen“ auf, bis Israel
- die „Besatzung und Kolonisierung allen besetzten arabischen Landes“ beenden und die Mauer abreißen,
- das „Grundrecht der arabisch-palästinensischen BürgerInnen Israels auf völlige Gleichheit“ anerkennen,
- gemäß der UN-Resolution 194 das Recht der palästinensischen Flüchtlinge, in ihre Heimat und zu ihrem Eigentum zurückzukehren, respektieren, schützen und fördern werde.[19]

Die BDS-Webseite bezeichnet Israel als „Apartheidstaat“, der die Herrschaft einer Rasse oder Ethnie über eine andere gesetzlich und systematisch institutionalisiert habe. Sie erklärt Israels militärische Besatzung und deren Folgen ebenso wie Privilegien für jüdische Siedler und Benachteiligung arabischer Israelis aus einem angeblich systemimmanenten Rassismus.
Die von der BDS-Bewegung vertretene Sichtweise fand in den folgenden Jahren auch andernorts Verbreitung. Der südafrikanische Jurist John Dugard, damals UN-Sonderberichterstatter für die Menschenrechte in Palästina, erhob den Apartheid-Vorwurf 2007 erstmals im Rahmen der Vereinten Nationen, beschränkte ihn jedoch auf die von Israel seit 1967 besetzten Gebiete; Elemente der Besatzung würden „Formen des Kolonialismus und der Apartheid“ darstellen. Ein 2017 im Rahmen der UN von Richard Falk und Virginia Tilley erstellter, umfassenderer Apartheidvorwurf, der sich nicht nur auf die besetzten Gebiete, sondern auch auf das israelische Staatsgebiet und auf palästinensische Flüchtlinge in der Diaspora bezog, erwies sich als sehr kontrovers; er wurde schließlich von UN-Generalsekretär António Guterres zurückgewiesen und von der UN-Webseite entfernt. In der Folge wurde der Apartheidvorwurf auch von verschiedenen Menschenrechtsorganisationen erhoben: 2021 von B'Tselem und Human Rights Watch, 2022 von Amnesty International. Diese Berichte stießen auf breiten Widerstand von einer Reihe von Akteuren der Zivilgesellschaft.
Der progressive amerikanische Rabbi Michael Lerner schrieb in seinem Buch Embracing Israel/Palestine, dass er derzeit die BDS-Bewegung nicht anerkennen könne, da nach seiner Einschätzung eine signifikante Anzahl an BDS-Anhängern aus Palästina und Europa unter einem Ende der Besatzung nicht nur die im Sechstagekrieg 1967 eroberten Gebiete verstünden, sondern auch das seit 1948 von der UNO anerkannte Staatsgebiet Israels. Dies würde das Ende Israels als Staat bedeuten.
Laut Samuel Salzborn, Professor für der Sozialwissenschaften an der Georg-August-Universität Göttingen, werden die als „Mauer“ bezeichneten Sperranlagen (großenteils Zäune mit Grenzübergängen) im BDS-Kontext als Mittel einer Rassentrennung gedeutet, obwohl sie zum Schutz aller (auch arabischer) Israelis vor fortgesetzten Selbstmordattentaten gebaut wurden. Der Aufruf fordere nicht, diese einzustellen.
Das geforderte unspezifische Rückkehrrecht setzt einen weltweit einzigartigen erblichen Flüchtlingsstatus voraus, den das UN-Hilfswerk für Palästinaflüchtlinge allen Nachkommen (derzeit mehr als fünf Millionen) der historisch vertriebenen Palästinenser (rund 710.000) zugesteht. Dagegen definierte UN-Resolution 194 nur Personen als palästinensische Flüchtlinge, die vom 1. Juni 1946 bis 15. Mai 1948 im britischen Mandatsgebiet Palästina registriert und durch den Krieg von dort vertrieben worden waren. Sie machte ihr Recht auf Rückkehr oder Entschädigung von einem Friedensvertrag mit Israel abhängig. Alle arabischen Staaten lehnten die Resolution ab. Der Friedensvertrag scheiterte im Jahr 2000 auch, weil die PLO an einem pauschalen Rückkehrrecht festhielt. Dies lehnen Israels Regierungen ab, da die Aufnahme von Millionen außerhalb der besetzten Gebiete geborenen, meist muslimischen Palästinensern das Selbstbestimmungsrecht der jüdischen Bevölkerungsmehrheit gefährden würde. Jedoch bejahen die meisten Israelis einen Zuzug von Palästinensern, die Angehörige in Israel haben, und eine angemessene Entschädigung für historisch vertriebene Palästinenser. Weil BDS solche Kompromisse ausschließt, gilt die Auflösung oder Zerstörung Israels als eigentliches Ziel der Kampagne.
Der Aufruf lässt die in Palästina angestrebte Staatsform offen. BDS-Vertreter stellen die Kampagne als gewaltfreie Graswurzelbewegung dar, die durch ökonomisch konsequentes Verhalten Israels Besatzung zu beenden versuche. Jedoch beinhalten die BDS-Forderungen die Abkehr von der international vereinbarten Zweistaatenlösung zugunsten einer Ein-Staat-Lösung ohne jüdisches Selbstbestimmungsrecht. Ihre Erfüllung liefe auf Israels Ende als jüdisch-demokratischer Staat hinaus.
Dies bestätigen eindeutige Aussagen führender BDS-Vertreter. Für Omar Barghouti ist das Beenden israelischer Kontrolle in den besetzten Gebieten „nur der erste Schritt auf dem Weg zum Erfüllen der Vision, Israel zu demontieren.“ 2003 erklärte er die Zweistaatenlösung für „endlich tot“, die Ein-Staat-Lösung für die „eher gerechte, moralische und darum nachhaltige Alternative für friedliches Zusammenleben von Juden und Arabern im Mandatsgebiet Palästina“. Der Zionismus sei entschlossen, sich durch Siedlungsbau selbst umzubringen; er bevorzuge für ihn „Euthanasie“ (2004). „Höchst definitiv lehnen wir einen jüdischen Staat in irgendeinem Teil Palästinas ab. Kein Palästinenser […] wird je einen jüdischen Staat in Palästina akzeptieren.“ „Kein Staat hat das Recht, als rassistischer Staat zu existieren.“ Nur Israels Rückzug aus den 1967 besetzten Gebieten zu fordern, würde die BDS-Ziele gefährden und Israel vom Apartheid- und Rassismusvorwurf auch auf eigenem Gebiet befreien. „Eine Rückkehr der Flüchtlinge würde Israels Existenz als jüdischer Staat beenden.“ Dann gebe es „keine Zweistaatenlösung, sondern Palästina neben Palästina.“ Auch friedensbereite Israelis wie Amos Oz betonten daher: „Das Rückkehrrecht ist eine Beschönigung für die Vernichtung Israels.“
Auch für As'ad AbuKhalil ist das BDS-Ziel, „den Staat Israel niederzuringen. […] Gerechtigkeit und Freiheit für die Palästinenser sind unvereinbar mit der Existenz des Staates Israel.“ Laut Ali Abunimah ist Israels Existenz als jüdischer Staat „überhaupt kein Recht“, weil es nur „schreckliches Unrecht“ verlängere. Für Ahmed Moor bedeutet das Beenden der Besetzung „gar nichts, wenn sie nicht das Beenden des jüdischen Staates selbst bedeutet.“ Ähnlich äußerten sich Laura Kiswani und Ronnie Kasrils. Die Philosophin Judith Butler erklärte 2003 bei einem Auftritt mit Omar Barghouti, es sei nicht antisemitisch, Israels Existenzrecht zu bestreiten. Sie verlangt von den Israelis, ihren Einsatz für den jüdischen Staat und ein eigenes Heimatland aufzugeben.
Nadschi al-Ali, der das BDS-Logo Handala zeichnete, verwendet in seinen Cartoons auch antisemitische Stereotype. BDS verwendet die bei palästinensischen Nationalisten populäre Demonstrationsparole “From the River to the Sea, Palestine will be free”. Sie gilt als Ausdruck für das Ziel, Israel zu zerstören. Demgemäß zeigen BDS-Aktivisten oft eine Karte der Region, die nur einen Staat Palästina ohne Israel zeigt.

## Methoden

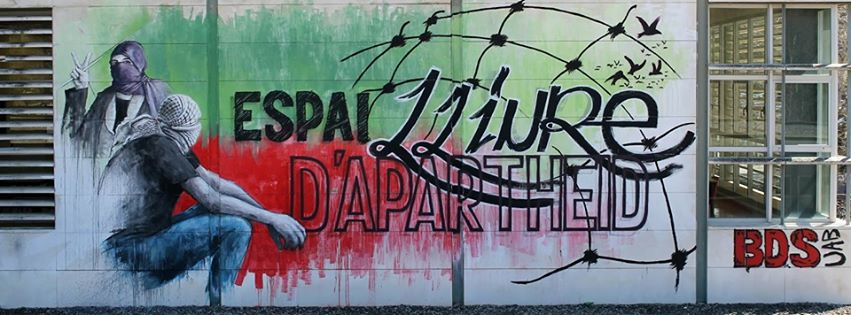
Mural der BDS, Autonome Universität Barcelona (UAB)

### Akademische Boykotte
BDS bekämpft die Zusammenarbeit von Israelis und Palästinensern als „Normalisierung“ eines vorgeblichen Unterdrückungszustands und verlangt, alle ihre gemeinsamen Veranstaltungen, Projekte und Veröffentlichungen zu boykottieren; moralisch zulässig seien nur gemeinsame Widerstandsprojekte. Das richtet sich besonders gegen liberale und progressive Projekte israelischer Hochschulen, die Israels Rückzug aus Palästinensergebieten anstreben, und kollidiert laut Cary Nelson mit dem Prinzip der Freiheit von Forschung, Lehre und Studium.
Die Students for Justice in Palestine (SJP) in den USA einigten sich 2009 auf den akademischen und kulturellen Boykott Israels, fordern in Hochschulgremien regelmäßig BDS-Resolutionen, bereiten Abstimmungen dort publizistisch oft jahrelang vor, verschaffen ihrer Sicht des Palästinakonflikts so starke dauerhafte Beachtung und verändern so langfristig das Diskussionsklima an den Hochschulen zu ihren Gunsten. Der BDS-Unterstützer
Noam Chomsky kritisiert den akademischen Boykott jedoch als kontraproduktiv: Wegen weit größerer Menschenrechtsverletzungen der USA müsse man eher die Harvard University als die Universität Tel Aviv boykottieren.

### Kulturboykotte
Seit 2004 drängen BDS-Aktivisten im Kulturbereich tätige Personen und Ensembles aus Drittländern zu Absagen ihrer Auftritte in Israel, seltener auch Israelis zur Auftrittsabsage außerhalb ihres Landes. Einige prominente Kulturschaffende widersetzten sich dem Absagedruck, andere wurden als BDS-Unterstützer aktiv. Kulturboykotte sind leichter zu organisieren als akademische und ökonomische Boykotte, etwa über Twitter, und erzielen daher rasch große Publizität. Sie sind oft mit Einschüchterung und Mobbing bis hin zu Todesdrohungen verbunden.
Nach solchen BDS-Kampagnen sagten die Musiker Elvis Costello, Lauryn Hill, Thurston Moore, Sinéad O’Connor, Tommy Sands, Carlos Santana, Lana Del Rey, Lorde, Of Montreal Sam Smith Shakira Princess Nokia sowie die Pixies Veranstaltungen in Israel ab. Auch Tilda Swinton wurde dazu gedrängt, nicht an der Berlinale teilzunehmen, doch nahm sie trotzdem an der Berlinale 2025 einen Preis für ihr Lebenswerk entgegen und erwähnte bei der Preisverleihung ihre Unterstützung für die BDS-Bewegung. Santana trat 2016 wieder in Israel auf. BDS-Vertreter hatten seine Absage von 2010 fälschlich als Zustimmung zu ihrer Kampagne ausgegeben.
Dagegen traten Justin Bieber, Leonard Cohen, Bob Dylan, Lady Gaga, Joy Harjo, Elton John, Jon Bon Jovi, Alicia Keys, Cyndi Lauper, Madonna, Paul McCartney, The Rolling Stones, Justin Timberlake, Kanye West, Deep Purple, Linkin Park, die Red Hot Chili Peppers, Rihanna, Gregory Porter, die Eagles of Death Metal, Radiohead, Jennifer Lopez, Pusha T, Flying Lotus, Kamasi Washington, Diana Krall, Katy Perry und Barbra Streisand trotz BDS-Forderungen in Israel auf. Prominente Gegner des Kulturboykotts sind unter anderen John Lydon, Lady Gaga, Madonna, die Red Hot Chili Peppers, Rihanna, die Rolling Stones, Joanne K. Rowling, Hilary Mantel, Helen Mirren und Nick Cave. Von Belästigungen bis hin zu Morddrohungen wegen ihrer Israelauftritte berichteten Eric Burdon, Paul McCartney, Alicia Keys, Justin Timberlake, Sarah McTernan und andere Musiker. Scarlett Johansson weigerte sich 2014 trotz massiven BDS-Drucks, einen Werbevertrag mit der israelischen Firma SodaStream zu kündigen.
Der syrische BDS-Aktivist Omar Bakri Mohammed bedrohte Paul McCartney schon 2008 mit dem Tod, falls er in Israel auftrete. Bakri nannte Israel einen „Krebs im Herzen der muslimischen Welt“ und forderte, dass „alle Israelis vernichtet werden“. Er wurde 2010 wegen Terroraufrufen im Libanon inhaftiert. BDS France bedrohte den Jazzpianisten Jacky Terrasson, der 2013 beim Red Sea Jazz Festival auftreten wollte. Nach monatelangen Drohungen seitens BDS-Gruppen sagte der Sänger Salif Keita ein Benefizkonzert und einen Krankenhausbesuch in Israel ab.
Der Filmregisseur Ken Loach zog einen Beitrag vom Filmfestival in Melbourne 2009 zurück, weil Israel dieses mitfinanzierte. Auch Brian Eno und Jean-Luc Godard sowie Mira Nair (2013) unterstützen BDS. Die Autoren Alice Walker und Henning Mankell autorisierten keine hebräischen Übersetzungen ihrer Werke. 2009 versuchten BDS-Anhänger erfolglos, das internationale Filmfestival von Toronto wegen seines Themas Israel zu boykottieren. 2011 unterbrachen sie ein Konzert des Israel Philharmonic Orchestra in der Royal Albert Hall in London. 2014 organisierte PACBI Proteste gegen das Musikprojekt Heartbeat, das israelische und palästinensische Musiker und Zuhörer zusammenbringen will, um Vertrauen zu bilden. Im Januar 2014 sagte die UNESCO eine Ausstellung in Paris zur 3500-jährigen Geschichte von Juden in Palästina nach heftigen Protesten von BDS-Anhängern und arabischen Staaten ab. Der Musiker Roger Waters unterstützt BDS seit 2011 intensiv mit Boykottaufrufen und Agitation gegen den Staat Israel. Darum übertrugen im Herbst 2017 mehrere Fernsehsender der ARD keines seiner deutschen Konzerte.
Im Februar 2015 riefen mehr als 100 britische Artists for Palestine zum kulturellen Boykott Israels auf. Auf Druck einer lokalen BDS-Gruppe wurde der Musiker Matisyahu im August 2015 vom Festival Rototom Sunsplash in Spanien ausgeladen, weil er eine politische Erklärung für Palästina verweigert hatte. Nach internationalen Protesten zog der Veranstalter die Ausladung zurück und entschuldigte sich. Matisyahu war kein Israeli und nur wegen seines Judeseins unter Druck gesetzt worden. Solche Aktionen organisieren BDS-Anhänger öfter planlos und ohne eine besondere Rolle des bedrängten Kulturschaffenden für die Lage der Palästinenser zu begründen. So erscheint die pauschale Delegitimierung Israels, von jüdischen Israelis und Juden als ihr einziges kohärentes Ziel.
2017 erschienen Boykottaufrufe gegen den Film Wonder Woman und viele antisemitische Hassposts gegen die Hauptdarstellerin Gal Gadot im Internet. Beim Eurovision Song Contest 2018 (ESC) riefen BDS-Unterstützer zum Boykott der israelischen Sängerin Netta Barzilai, nach ihrem Sieg zum Boykott des Eurovision Song Contest 2019 in Israel auf. Zugleich erschienen viele antisemitische Texte und Bilder gegen Netta, den ESC und Israel. Das Logo der BDS-Gegenveranstaltung Globalvision kombinierte den Schriftzug der Eurovision mit Stacheldraht und einer SS-Rune: Dieser Vergleich Israels mit dem NS-Regime stieß auf scharfe Kritik.

### Wirtschaftsboykotte
Ökonomische BDS-Aufrufe gegen ganz Israel lassen offen, welche Entitäten auf welche Weise boykottiert werden sollen. Manche Akteure boykottieren nur Produkte oder Dienstleistungen aus den besetzten Gebieten im Westjordanland, den Golanhöhen und Ostjerusalem. Omar Barghouti sieht Teilboykotte als Versuch, Israel als „Apartheidstaat“ zu retten, bejaht sie aber als Beitrag dazu, dass die Welt Israel als Paria und „Schurkenstaat“ (rogue state) sehe.
Die Auswahlkriterien und Ziele ökonomischer BDS-Aufrufe sind unklar. Viele zielen auf alle in Israel hergestellten Produkte, andere auf Unternehmen, die in Israel oder in besetzten Gebieten Palästinas produzieren oder verkaufen, oder auf von jüdischen Israelis geführte Unternehmen. So listete eine BDS-Gruppe in Sacramento (Kalifornien) unter anderem Sabra hummus (Strauss Group) auf, weil das Unternehmen Nahrungsmittel an Israels Armee verkauft (allerdings auch an Palästinenser); Intel, weil es Hardwareteile für PCs auch in Israel herstellen lässt; Teva, weil es ein marktführendes israelisches Pharmaunternehmen ist; Estée Lauder, weil dessen Vorstandsvorsitzender auch eine regierungsnahe Organisation in Israel führt; Ben & Jerry’s, weil deren Eiscreme auch in illegalen Siedlungen verkauft wird; Naot, weil sie eine Schuhfabrik in einer illegalen Siedlung hat. Solche Boykotte sind nicht konstistent und zielgenau. Sie treffen auch arabische Israelis, Palästinenser, die in israelischen Firmen arbeiten und in israelischen Krankenhäusern behandelt werden. Betroffen sind auch Israelis, die einen Palästinenserstaat neben Israel bejahen und alle Käufer von Produkten mit in Israel hergestellten Teilen und alle Verbraucher von lebenwichtigen Produkten, die anderswo nicht erhältlich sind. Seit dem Oktober 2023 werden auch Unternehmen boykottiert, welche als Unterstützer Israels wahrgenommen werden.

### Investitionsabzug
Divestment-Aufrufe richten sich gegen Unternehmen, Organisationen und Projekte, die auf irgendeine Art in Israel investieren, an israelischen Unternehmen beteiligt sind oder ihre Produkte dorthin liefern, die dann auch von Israels Armee benutzt werden. Dies betraf unter anderen Caterpillar, Hewlett-Packard, Hyundai und Volvo. Divestmentaufrufe gegen sie und an ihre nichtisraelischen Kunden bilden den größten Anteil der BDS-Kampagne, weil 95 % der Exporte aus Israel an andere Unternehmen gehen, nicht an Konsumenten.
BDS ruft auch Gewerkschaften, Hochschulen, Kirchen, Kommunen und Pensionsfonds zum Divestment auf und greift dabei oft plakativ einzelne Firmen oder Projekte an, ohne deren konkrete Rolle für Unrecht an Palästinensern zu definieren. Die Aufrufe werden auch mit gesellschaftlich anerkannten Zielen wie Umweltschutz begründet. In den USA benutzt BDS zunehmend auch das Socially Responsible Investing (SRI) als Plattform, auch wenn ethisch empfohlene Investmentfonds ohnehin nicht in Israel tätig sind. Erreicht wird kaum direkter Schaden für Israels Wirtschaft, erhöht wird jedoch die Neigung anderer Firmen, sich stillschweigend aus Israel zurückzuziehen, um öffentliche Kontroversen zu vermeiden.

### Schiffs- und Hafenblockaden
Manche BDS-Gruppen versuchen, das Be- und Entladen von Schiffen zu verhindern, die israelischen Firmen gehören oder deren Ladung sie als für Israel bestimmt ansehen. Nach BDS-Aufrufen verweigerten Arbeiter im Februar 2009 in Südafrika, im Juni 2010 in Schweden und Norwegen eine Woche lang das Entladen einzelner solcher Schiffe. Im August 2014 blockierten 70 BDS-Unterstützergruppen im Hafen Oakland Parkplätze von Dockarbeitern, um sie an der Entladung eines Containerschiffs zu hindern. Dieses lief nicht unter israelischer Flagge und transportierte keine israelischen Güter; die Reederei Zim Integrated Shipping Services (ZIM), die es vermietete, gehörte nur zu 32 % israelischen Eignern. Die Aktion bewirkte nur geringe Zeitverluste und keine Einkommensverluste der Eigner. Keine lokale Gewerkschaft stützte die Blockade. Diese führte zu Lohneinbußen für ihre Mitglieder, da ZIM-Schiffe ab 2010 andere Häfen der Region ansteuerten.

### Lawfare
Mit legalistischer Rhetorik werfen BDS-Aufrufe Israel stets illegale Aktivitäten, Bruch der Menschenrechte und des Völkerrechts, Kriegsverbrechen und genozidale Verbrechen, Israels Handelspartnern Komplizenschaft damit vor. Dazu wird „Lawfare“ (ein Kofferwort aus engl. law für Gesetz und warfare für Kriegsführung) betrieben, also die Instrumentalisierung von Gerichtsverfahren, um die öffentliche Meinung zu beeinflussen. Das soll die eigene Glaubwürdigkeit und den internationalen Druck auf Israel erhöhen und Gegenmaßnahmen delegitimieren. Die palästinensische Universität Bir Zait publizierte 2014 eine ausführliche Anleitung zum Benutzen des Völkerrechts gegen Israels Palästinenserpolitik.
Mehrfach klagten BDS-Gruppen Unternehmen nach nationalem Recht selektiv für den Verkauf ihrer Produkte nach oder in Israel an, auch ohne juristische Erfolgsaussicht. Das betraf etwa die britische Sicherheitsfirma G4S. Obwohl die zuständige britische Behörde keinen Verstoß gegen die Exportrichtlinien fand, erneuerte die Firma ihre Verträge mit den israelischen Käufern nicht.
Im Oktober 2010 besetzten BDS-Aktivisten einen Laden der israelischen Kosmetikfirma Ahava in London und warfen ihr vor, ihre Produkte auf besetztem Palästinensergebiet herzustellen und so von angeblichen Kriegsverbrechen Israels zu profitieren. Gegen ein Urteil auf Schadensersatz klagten sie durch alle Instanzen, bis der britische High Court of Justice Ahava endgültig Recht gab und die Vorwürfe zurückwies. Jedoch hatte Ahava den Londoner Laden schon im September 2011 wegen andauernder Proteste geschlossen. Auch Ahavas Ankündigung vom März 2016, eine Fabrik anderswo in Israel zu eröffnen, wurde als Rückzug aus dem besetzten Gebiet wegen der BDS-Kampagne gedeutet.

## Geldgeber
Die BDS-Kampagne wird von einem dezentralen Netzwerk von Unterstützergruppen und deren Geldgebern finanziert. Hauptsponsor antiisraelischer NGOs von 2001 (Durban-Konferenz) bis 2003 war die Ford Foundation. Seit 2011 wurde der Rockefeller Brothers Fund (RBF) zum wichtigsten Geldgeber für BDS-Unterstützergruppen. Er spendete ihnen von 2013 bis 2017 insgesamt mindestens 880.000 US-Dollar. Zu den Empfängern gehören das American Friends Service Committee, Grassroots Jerusalem, Jewish Voice for Peace (JVP), die Middle East Children’s Alliance, Palestine Legal, die U.S. Campaign for Palestinian Rights (USCPR), Who Profits, Zochrot und weitere.
Die primär vom RBF geförderte USCPR ist seit 2001 die Dachorganisation für hunderte BDS-Gruppen in den USA und Hauptsponsor des BNC in Palästina. Laut dem NGO Monitor gab USCPR 2019 dafür 1,2 Millionen US-Dollar aus.
Die JVP hatten 2014 ein Budget von mehr als 1,4 Millionen US-Dollar. Ihre Hauptspender neben dem RBF waren 2014 und 2015 die Tides Foundation, Firedoll Foundation, Schwab Charitable Foundation und der Jewish Communal Fund. Weitere Großspender waren Bonus Fund, Kaphan Foundation, Violet Jabara Charitable Trust, Left Tilt Fund, Pomegranate Foundation und andere. Ein Teil dieser Spender spendete auch an andere BDS-Unterstützergruppen wie das Center for Constitutional Rights, Electronic Intifada, Grassroots International, Tree of Life-Gaza Relief und die US Campaign to End the Israeli Occupation (den Vorläufer der USCPR).
In den USA profitieren BDS-Hochschulgruppen stark vom Higher Education Opportunity Act (HEOA) von 2008. Danach erhielten die Middle East National Resource Centers (NRCs) an 16 Universitäten von 2014 bis 2018 mehr als 13,4 Millionen US-Dollar Fördermittel. 2015 unterstützten acht NRC-Leiter, 45 Referenten und viele Dozenten der NRC-Vorträge die BDS-Kampagne. Sie verbreiten ein israelfeindliches Geschichtsbild zum Palästinakonflikt und zur US-Außenpolitik im Mittleren Osten, etwa im Anschluss an Edward Saids Buch Orientalism (1978).
Viele studentische BDS-Unterstützergruppen in den USA sind nicht als Vereine registriert und müssen ihre Finanzen und ihren Anteil an Studiengebühren und Spenden nicht offenlegen. Zu ihren Geldgebern gehört die 1974 gegründete WESPAC Foundation in Westchester County, New York. Sie erhält ihrerseits Geld von der Cultures of Resistance Network Foundation und der BDS-National Coalition. Auch die Tides Foundation in San Francisco finanziert BDS-Organisationen wie Jewish Voice for Peace, Palestinian Legal Solidarity Support, Rachel Corrie Foundation for Peace and Justice, Code Pink for Women for Peace und das American Friends Service Committee mit hohen Spenden. Hauptsponsor der Students for Justice in Palestine (SJP) in den USA war 2016 die Gruppe American Muslims for Palestine (AMP). Sie gab im Jahr 2014 allein 100.000 US-Dollar für BDS-Aktivitäten an Hochschulen aus. Hinter AMP steht wiederum ein breites Spendernetz.
Laut Israels Außenministerium erhielten BDS-Unterstützergruppen von der EU 2016 insgesamt fünf Millionen Euro, darunter auch Gruppen wie Norwegian People’s Aid (NPA), die die Hamas und PFLP unterstützen. Im Juli 2018 bestritt die EU-Außenbeauftragte Federica Mogherini diese Angaben, ohne auf die Belege dafür einzugehen. Obwohl die EU Israelboykotte ablehne, könne sie Gruppen mit BDS-Kontakten fördern.
Die Konrad-Adenauer-Stiftung und die Heinrich-Böll-Stiftung förderten die palästinensische NGO Miftah von 2008 bis 2013 zusammen mit mehr als 300.000 Euro. Laut dem NGO-Monitor förderte die Bundesregierung Projekte von NGOs, die den Israelboykott und eine Ein-Staat-Lösung unterstützen, von 2012 bis 2015 mit 1.680.000 Euro, darunter die israelische Koalition von Frauen für den Frieden und das palästinensische Komitee zur Koordinierung des bürgerlichen Aufstands. Die deutsche Botschaft in Israel bestritt dies.
Ab 2015 haben proisraelische Organisationen in den USA ihrerseits erhebliche Mittel bereitgestellt, um Studenten im Kampf gegen BDS zu unterstützen. Der Jüdische Nationalfonds kündigte dafür 100 Millionen US-Dollar an. Der Milliardär Sheldon Adelson spendete dafür 50 Millionen US-Dollar.

## Ökonomische Wirkung
Laut der Konferenz der Vereinten Nationen für Handel und Entwicklung (UNCTAD) gingen ausländische Direktinvestitionen in Israel wegen der Operation Protective Edge und der BDS-Kampagne 2014 gegenüber dem Vorjahr um rund 46 Prozent zurück.
2015 schätzte die RAND Corporation, eine erfolgreiche BDS-Kampagne könne Israel in den nächsten zehn Jahren bis zu 47 Milliarden US-Dollar kosten. Israels Regierung dagegen schätzte die Kosten aller BDS-Aktivitäten damals auf jährlich 1,4 Milliarden US-Dollar.
Etwaigen zeitweisen Rückgängen der Auslandsinvestitionen durch BDS stehen ein hohes Wirtschaftswachstum und Innovationspotential Israels gegenüber, das trotz fehlender Rohstoffe dauerhaft zu den reicheren Staaten der Welt gehört. Der Anteil von ausländischem Kapital für die Entwicklung neuer Produkte in Israel betrug 2016 47 Prozent. Die Deutsche Gesellschaft für Auswärtige Politik führt diesen hohen Anteil auch auf anhaltende israelfeindliche Boykotte zurück und betont: Die auf hohe Wertschöpfung angelegte Exportwirtschaft Israels sei kaum anfällig für BDS-Aufrufe, weil israelische Hightech-Produkte kein israelisches Herkunftslabel hätten, zu verbreitet und gerade bei amerikanischen und europäischen Konsumenten zu beliebt seien. Schon in den zu digitalen Protesten genutzten Smartphones, Laptops usw. steckten hunderte bis tausende in Israel entwickelte Technologien (siehe Start-up-Nation Israel). Da Siedlungsprodukte nur ein Prozent der gesamten Exporte Israels ausmachen, treffen darauf begrenzte Boykotte dessen Wirtschaft kaum.
Laut dem Forschungs- und Informationszentrum der Knesset schädigte BDS Israels Ökonomie von 2005 bis 2015 nicht; israelische Exporte nach Europa hätten sich in diesem Zeitraum fast verdoppelt. Nach Angaben der Weltbank stieg Israels Bruttoinlandsprodukt von 2005 bis 2017 von 142 auf 350 Milliarden US-Dollar. 2017 erreichten die ausländischen Direktinvestitionen in Israel einen Höchststand.
Wie zwei Wirtschaftswissenschaftler der Brookings Institution herausfanden, stärkten Israelboykotte schon seit Israels Staatsgründung seine Exportwirtschaft. Israelische Firmen nutzten Drittländer für Niederlassungen und stellten zunehmend von den Käufern kaum ersetzbare Qualitätsprodukte und hochtechnologische Güter her. Bis 2015 wuchs deren Anteil auf 50 Prozent aller Exporte aus Israel. Der Boykott von Produkten mit israelischen Bauteilen, etwa Webcams und Handys, würde Konsumenten vieler Importländer und große Teile der BDS-Bewegung selbst treffen und wäre kaum wirksam zu organisieren.
Nach einer Studie der Firma Financial Immunities vom Oktober 2018 trafen die Boykotte seit 2011 nur 0,75 Prozent größerer israelischer Firmen und verursachten Umsatzeinbußen von durchschnittlich 0,004 Prozent. Manche Boykottversuche erhöhten sogar Käufe und Transaktionen, die Sympathie für Israel ausdrücken sollten.
Nach einer Studie des Wirtschaftswissenschaftlers David Barkhausen zogen von Juli 2005 bis Ende 2018 jährlich im Schnitt fünf bis sechs ausländische Fonds und Firmen ihre Investitionen aus Israel oder dort tätigen Unternehmen ab. Doch nur 10 Prozent der Erklärungen dazu erwähnten BDS, die Hälfte davon distanzierend, nur vier zustimmend. 34 Prozent verwiesen ohne BDS-Bezug auf das Völkerrecht und Israels „illegale Besatzung“, 23 Prozent auf sozialethische Konzernverantwortung für die Palästinenser. Keine Erklärung erwähnte deren Rückkehrrecht. Außer 2014 nahmen ausländische Direktinvestitionen in Israel bis 2018 ständig zu. Dieser Befund entkräftete eine maßgebliche Rolle von BDS für Investitionsabzüge aus Israel. Gleichwohl können BDS-Aktivisten solche Abzüge laut Barkhausen als eigenen Erfolg ausgeben und die Reputation anderer Investoren angreifen. Investmentfonds könnten die Beteiligung von boykottierten Firmen als ökonomisches Risiko ansehen.

## Palästina
Zu den Erstunterzeichnern des BDS-Aufrufs von 2005 gehört das Council for the National and Islamic Forces in Palestine (PNIF) mit der Hamas, Volksfront zur Befreiung Palästinas (PFLP), deren Generalkommando (PFLP-GC), Palästinensische Befreiungsfront (PLF) und Islamischer Dschihad in Palästina (PIJ). Hamas, PFLP und PIJ sind antisemitisch und antidemokratisch, organisieren Raketenangriffe und Selbstmordattentate auf Israels Zivilbevölkerung, unterdrücken Meinungsvielfalt und Gleichberechtigung der Geschlechter, verletzen Menschenrechte bis hin zu systematischer Folter in ihren Gebieten. BDS kritisiert weder ihre Terrorangriffe gegen Israel noch ihre Politik gegen die eigene Bevölkerung. Omar Barghouti erklärte, er sei „stolz“ auf den „bewaffneten Widerstand“ gegen Israels Besatzung; dagegen habe die Bevölkerung ein Recht auf „Widerstand mit allen Mitteln“. Judith Butler zählte Hamas und Hisbollah 2006 zum „progressiven“ „Teil der globalen Linken“, nahm dies aber später zurück.
Das BNC arbeitete wiederholt mit Vertretern palästinensischer Terrorgruppen zusammen, ebenso BDS-Unterstützergruppen in den USA, in Deutschland, Österreich und Schweden. So organisierte Falestin Beytona 2016 eine Vortragsreise für die PFLP-Vertreterin Leila Chaled, die BDS als Teil des gesamten, auch bewaffneten Widerstands beschrieb. Nach einem Bericht der Regierung Israels vom Februar 2019 haben Hamas und PFLP Verbindungen zu mindestens 13 BDS-Unterstützergruppen und brachten mehr als 30 ihrer Mitglieder, darunter verurteilte Mörder, in Führungspositionen von NGOs der BDS-Bewegung. Der Bericht dokumentierte das organisierte Zusammenwirken von Boykotten und Terrorgewalt mit dem gemeinsamen Ziel, Israel zu zerstören. 2012 gründeten Aktivisten das der Terrorgruppe PFLP nahestehende Gefangenenhilfswerk Samidoun, das die BDS-Kampagne in den USA unterstützt.
Die al-Quds-Universität und die Hebräische Universität Jerusalem gaben im Mai 2005 eine gemeinsame Erklärung gegen BDS heraus: Zusammenarbeit auf der Basis gegenseitigen Respekts, Austausch und Dialog statt Konfrontation und Diskriminierung seien erzieherische Pflicht und funktional notwendig. Der Direktor der al-Quds-Universität bekräftigte 2006: Gerade an israelischen Universitäten seien fortschrittliche Sichtweisen für Frieden mit den Palästinensern und zugunsten ihrer Gleichheit verbreitet; wolle man irgendeinen Bereich strafen, dann seien diese Institutionen als letzte zu erwägen.
BDS bekämpft vor allem Firmen, die in israelischen Siedlungen des Westjordanlands produzieren oder mit ihnen Handel treiben. Rund 18.000 Palästinenser arbeiten dort für deutlich höhere Löhne als in palästinensischen Firmen. Boykotte treffen vor allem diese Lohnabhängigen, da in den Autonomiegebieten hohe Arbeitslosigkeit besteht. Als großen Erfolg verbuchte BDS 2015 den Umzug der Firma SodaStream aus der Siedlung Ma’ale Adumim ins Kernland Israels. Rund 500 der 600 dort beschäftigten Palästinenser verloren daher ihren Arbeitsplatz.
Laut einer Umfrage von 2015 des Palestinian Center for Policy and Survey Research unterstützten 85 Prozent der befragten Palästinenser aus den besetzten Gebieten BDS. Die Palästinensische Autonomiebehörde beschränkte eigene Boykottaufrufe auf Waren aus israelischen Siedlungen in den Palästinensergebieten. Am 15. Januar 2018 entschied die PLO, die Osloer Verträge mit Israel auszusetzen, und rief erstmals zur Unterstützung von BDS auf.
Das BNC lehnte den Friedensvertrag zwischen Israel und den Vereinigten Arabischen Emiraten (VAE) vom 13. August 2020 als Verkauf der Palästinenserrechte an Israel strikt ab. Am 29. August 2020 hob VAE-Regent Scheich Muhammad bin Zayid Al Nahyan ein seit 1972 bestehendes Gesetz zum Boykott Israels per Dekret auf. Die damalige PLO-Vertreterin Hanan Aschrawi und die Hamas lehnten das Dekret und den Vertrag mit Israel ab; beides unterlaufe die BDS-Kampagne.
Seit 2015 organisierte der palästinensische Friedensaktivist Rami Aman im Gazastreifen Videokonferenzen mit jungen israelischen Friedensaktivisten (“Skype with your Enemy”). Im April 2020 nahm die Hamas ihn deswegen fest. Um seine Aktion zu verhindern, hatte eine palästinensische BDS-Aktivistin die Hamas darüber informiert.
Im März 2021 veranstaltete das BDS-Netzwerk The Global Campaign to Return to Palestine in Teheran eine Konferenz gegen Israels Verträge von 2020 mit der VAE, Bahrain, Marokko und Sudan. Dabei trafen sich Delegierte von mehr als 60 BDS-Unterstützergruppen mit Vertretern des Iran-Regimes, der Hamas, der PIJ, Samidoun und Parlamentariern des Libanon, der Türkei, Syriens und des Yemens. Hamasführer Ismail Haniyya lobte Fortschritte der BDS-Kampagne gegen Israel. Fernsehsender des Iran, der Hisbollah und der Hamas berichteten gleichzeitig über die Konferenz.
Den Terrorangriff der Hamas auf Israel 2023 (7. Oktober) bezeichnete das BDS-Büro am selben Tag als „machtvolle bewaffnete Reaktion der unterdrückten Palästinenser in Gaza“ auf eine angebliche Eskalation „ethnischer Säuberungen“ Israels. Ohne die grausamen Morde an israelischen Zivilisten zu erwähnen, lobten BDS-Erklärungen die Hamas als „Freiheitskämpfer“ und nannten ihre Massaker „heroische“ und „vernünftige“ Taten zur Befreiung des „gestohlenen Landes“. BDS-Unterstützergruppen wiesen die Verantwortung für alle Gewalt im aktuellen Gazakrieg nur Israels Regierung zu.

## Israel
Die israelische Friedensinitiative Gusch Schalom rief 1997 erstmals zum Boykott der Produkte israelischer Siedlungen auf. Ihr Leiter Uri Avnery lehnte die BDS-Kampagne jedoch ab, da sie Israels Abschaffung anstrebe und die geforderte Rückkehr der Palästinensernachkommen allenfalls mit Krieg erreichen könne.
Am 11. Juli 2011 verbot die Knesset den Israelis per Gesetz öffentliche, mittelbar schädigende Boykottaufrufe gegen ihren Staat und die besetzten Gebiete. Im April 2015 erklärte Israels Oberstes Gericht wesentliche Gesetzesteile für gültig, auch das Verbot von auf besetzte Gebiete begrenzten Boykotten, nicht aber Schadenersatzforderungen bei Verstößen.
Im Frühjahr 2015 bezeichnete Israels Premierminister Benjamin Netanjahu BDS als größte aktuelle Bedrohung Israels. Das Ministerium für strategische Angelegenheiten (Israel) unter Gilad Erdan begann eine internationale Kampagne gegen BDS. 2016 bewilligte die Regierung 32 Millionen Euro zum Eindämmen von BDS-Aktivitäten, Aufdecken ihrer Finanzquellen und intensiver Israelwerbung im Internet.
Omar Barghouti hatte seit 1994 unbefristetes Aufenthaltsrecht in Israel. Ab Mai 2016 erlaubte ihm Israels Ausländerbehörde keine Auslandsreisen mehr. Barghouti wurde im März 2017 wegen angeblicher Steuerhinterziehung verhaftet und erhielt erneut eine befristete Ausreisesperre. Im Oktober 2019 forderte Israels Innenminister Arje Deri ein Rechtsgutachten an, um Barghouti das ständige Aufenthaltsrecht in Israel zu entziehen und ihn ausweisen zu können.
Im Mai 2016 veranstalteten Israels Regierung und etwa zwölf pro-israelische Organisationen in New York City eine internationale Konferenz gegen BDS. Dass drei europäische Staaten BDS-Aktivitäten als von der Meinungsfreiheit gedeckt erklärten, wertete Israels Regierung als Rückschlag für diese Gegenkampagne. Im März 2017 beschloss die Knesset ein Einreiseverbot für ausländische BDS-Mitglieder und BDS-Unterstützer. Die Anti-Defamation League, das American Jewish Committee und andere jüdische Organisationen in den USA lehnten das Gesetz ab.
Im Juni 2015 plädierten 1.400 Israelis in einem als Zeitungsannonce veröffentlichten Aufruf für Boykotte aller israelischen Siedlungen in den 1967 besetzten Gebieten; im Gegensatz zu BDS begrenzte sich der Aufruf aber auf die Siedlungen. Die Autorin Ilana Hammerman, eine Initiatorin des Aufrufs, rief anlässlich des geplanten staatlichen Einreiseverbots für ausländische BDS-Unterstützer ihre Mitbürger am 29. Januar 2017 dazu auf, die internationale Staatengemeinschaft um einen vollständigen Israelboykott zu bitten.
Im Januar 2018 kündigte Israels Regierung ein Einreiseverbot für rund 20 BDS-Unterstützergruppen an, darunter War on Want und das American Friends Service Committee. Bis Juni 2019 wurden nach Regierungsangaben rund 30 Spenden- und Crowdfunding-Konten für BDS geschlossen. Eine Regierungsstudie vom September 2019 führte 80 Beispiele für antisemitische Äußerungen und Karikaturen führender BDS-Aktivisten auf. Regierungsvertreter mahnten im Europäischen Parlament gesamteuropäisches Handeln gegen die „eindeutig antisemitische“ BDS-Bewegung und das Beenden der Finanzhilfen für BDS-nahe NGOs an.

## Deutschland

### Aktivitäten und Unterstützer
Ab 2009 entstanden BDS-Gruppen in Berlin, Bonn, Bremen, Hamburg und München. Ab 2014 traten sie gegen Israels Militäroperation Protective Edge öffentlich stärker hervor. BDS-Berlin veranstaltete von da an bis 2016 fast monatlich Boykottaktionen. BDS-Gruppen agierten 2011 in mehreren Großstädten gegen den Verkauf israelischer Produkte, die Internationale Tourismus-Börse Berlin (ITB), die Konzertreihe „Sounds of Israel“ in Hamburg, die Fruit Logistica in Berlin (Februar 2012), die Warenhauskette Galeria Kaufhof (März 2012), israelische Filmfestivals in Berlin und Auftritte deutscher Künstler und Musiker in Israel. BDS-Aktivisten unternahmen stark kritisierte „Wareninspektionstouren“ in Bremen und Bonn (November 2015). Als BDS-Erfolge gelten die Ausstiege der Deutschen Bank aus dem israelischen Waffenkonzern Elbit Systems und der Deutschen Bahn aus dem Bau einer Schnelltrasse in Israel, die auch über besetztes Gebiet führen sollte.
BDS-Berlin feierte 2014 die Gründung der Terrorgruppe PFLP mit und nahm 2015 am „Festival gegen Rassismus“, 2016 am „Karneval der Geflüchteten“ in Berlin teil, um seine Kampagne zu verbreitern. BDS-Boykottaufrufe erfolgten 2017 und erneut 2022 gegen das angeblich von Israels Regierung beeinflusste Festival Pop-Kultur in Berlin, im August 2019 gegen drei Musikclubs in Berlin, Hamburg und Leipzig. Im September 2019 störten BDS-Aktivisten das deutsch-israelische Filmfestival Seret in Berlin. 2017 demonstrierte BDS-Berlin zum 100. Jahrestag der Balfour-Deklaration gegen „100 Jahre des Siedler-Kolonialismus“. Dagegen forderte der deutsche BDS-Aufruf 2015 nur Israels Rückzug aus den 1967 besetzten Gebieten.
Laut der Amadeu Antonio Stiftung vereint BDS in Deutschland wegen der bewusst diffusen Forderungen Unterstützer „vom linken Lager […] bis zum organisierten Neonazispektrum“. Nach Medienberichten gehören dazu die Neonazi-Kleinstpartei Der III. Weg und einige NPD-Vertreter.
Weitere BDS-Unterstützer sind die Marxistisch-Leninistische Partei Deutschlands (MLPD), der Verein Jüdische Stimme für gerechten Frieden in Nahost (Teil der European Jews for a Just Peace), F.O.R. Palestine, das Café Palestine (Bern, Zürich, Freiburg, Köln), der Berliner Jugendwiderstand, das Kairos-Palästina-Solidaritätsnetz, der Deutsche Koordinationskreis Palästina Israel (KoPI), die Deutsch-Palästinensische Gesellschaft, das Palästina Portal, die Jüdisch-palästinensische Dialoggruppe, der Deutsche Friedensrat, Teile von Linksjugend solid und IPPNW, das „Heidelberger Forum gegen Militarismus und Krieg“, der „Deutsch-palästinensische Frauenverein“, das „Institut für Palästinakunde“ und einige lokale Attac-Gruppen.
Deutsche BDS-Gruppen beteiligen sich regelmäßig an israelfeindlichen Demonstrationen, bei denen antisemitische Parolen und Gewaltaufrufe skandiert werden, etwa am jährlichen Al-Quds-Tag in Berlin und am jährlichen weltweiten Nakba-Tag. Am 8. April 2023 in Berlin demonstrierte BDS mit Samidoun gegen Israel; dabei wurde „Tod den Juden“ gerufen.

### Konflikte in linksgerichteten Gruppen
Hermann Dierkes, Kandidat von Die Linke für das Duisburger Bürgermeisteramt 2009, äußerte sich bei einer Veranstaltung positiv zur BDS-Kampagne. Nach Kritik von Mitgliedern des Bundesvorstands und der Bundestagsfraktion zog er seine Kandidatur schließlich zurück. In einem offenen Brief erklärten Aktivisten jüdischer Herkunft, darunter Felicia Langer, Jakob Moneta und Noam Chomsky, ihre Solidarität mit Dierkes.
Bis April 2011 forderte ein Aufruf zum Israelboykott auf der Webseite der Duisburger Linkspartei unter dem Symbol eines mit dem Hakenkreuz verwachsenen Davidsterns, einer angeblichen „moralischen Erpressung durch den sogenannten Holocaust“ entgegenzutreten. Israel sei ein „wahrer Schurkenstaat und Kriegstreiber“. Nach Kritik löschte die Duisburger Linkspartei den Aufruf und gab an, ein Rechter habe den Text eventuell unbemerkt eingestellt.
Nach der Teilnahme einiger Linksparteimitglieder an der Gazaflottille 2010 lehnte die Bundestagsfraktion 2011 Aufrufe zum Israelboykott, eine Ein-Staat-Lösung und die Teilnahme an einer weiteren Gazaflottille ab. Der einstimmige Beschluss kam nur zustande, weil Fraktionschef Gregor Gysi seinen Rücktritt, andere Abgeordnete ihren Parteiaustritt androhten, und ein Fünftel der Fraktion nicht mit abstimmte.
Im April 2016 nahm das linke Demonstrationsbündnis „Revolutionärer 1. Mai“ Berlin F.O.R. Palestine und andere BDS-Unterstützergruppen auf. Ausschlussanträge wurden mit den Stimmen der aufgenommenen BDS-Gruppen abgelehnt. Daraufhin verließen die jahrzehntelangen Bündnismitglieder Ökologische Linke und Antirassistische Liste das Bündnis und demonstrierten in einem eigenen Block. Dabei griffen einige BDS-Unterstützer pro-israelische Linke körperlich an.
Der Oldenburger BDS-Aktivist Christoph Glanz (alias „Ben Kushka“) konnte im Herbst 2016 einen Boykottaufruf in einer Zeitung der Gewerkschaft Erziehung und Wissenschaft (GEW) veröffentlichen. Nach Strafanzeigen dagegen erklärte die Landesschulbehörde Niedersachsens, BDS-Anhänger könnten trotz problematischer Züge der Kampagne nicht pauschal als antisemitisch bezeichnet werden. Die Oldenburger GEW zog eine Entschuldigung für den Abdruck des BDS-Aufrufs nach einem Gespräch mit Glanz zurück und erklärte, sein Artikel sei nicht antiisraelisch gewesen. Die GEW-Bundesvorsitzende entschuldigte sich schriftlich bei Israels Lehrergewerkschaft dafür.

### Konflikte an Hochschulen
Nach einem Vortrag der Londoner BDS-Aktivistin Lori Allen an der Universität Leipzig (Juni 2016) verurteilte deren Studierendenrat BDS als antisemitisch und wollte sich fortan gegen jede derartige Veranstaltung einsetzen. Der Antirassismusreferent des Rats hatte Israel als „Apartheidstaat“ bezeichnet und trat im August 2016 wegen Kritik daran zurück.
Die Berufung des südafrikanischen BDS-Aktivisten Farid Esack als Gastdozent an die Universität Hamburg (Winter 2016/17) löste eine Debatte aus. Geplante Vorträge von BDS-Aktivisten in Bonn und Frankfurt am Main (März 2017) wurden nach Protesten abgesagt.
Am 22. Juni 2017 unterbrachen drei BDS-Aktivisten mit Rufen wie „Kindermörder“ ein Podiumsgespräch der Holocaustüberlebenden Deborah Weinstein und der Knesset-Abgeordneten Aliza Lavie in der Humboldt-Universität zu Berlin. Die Universität verurteilte den Vorfall und sagte Schutz künftiger Vorträge von Israelis zu. Die Berliner Recherche- und Informationsstelle Antisemitismus kritisierte, der BDS grenze sich nicht von antisemitischen Akteuren ab. Deren Aktionen seien oft sehr aggressiv und manchmal gewalttätig; der BDS-Aufruf von 2005 ziele auf Israels Beseitigung.
Mit Bezug auf den antisemitischen Anschlag in Halle (Saale) 2019 stellte sich die Hochschulrektorenkonferenz (HRK) im November 2019 gegen jeden Antisemitismus, lehnte jede BDS-Aktion an Hochschulen ab und forderte, die Antisemitismusdefinition der International Holocaust Remembrance Alliance (IHRA) an allen Hochschulstandorten zu etablieren.

### Konflikte im Kulturbereich

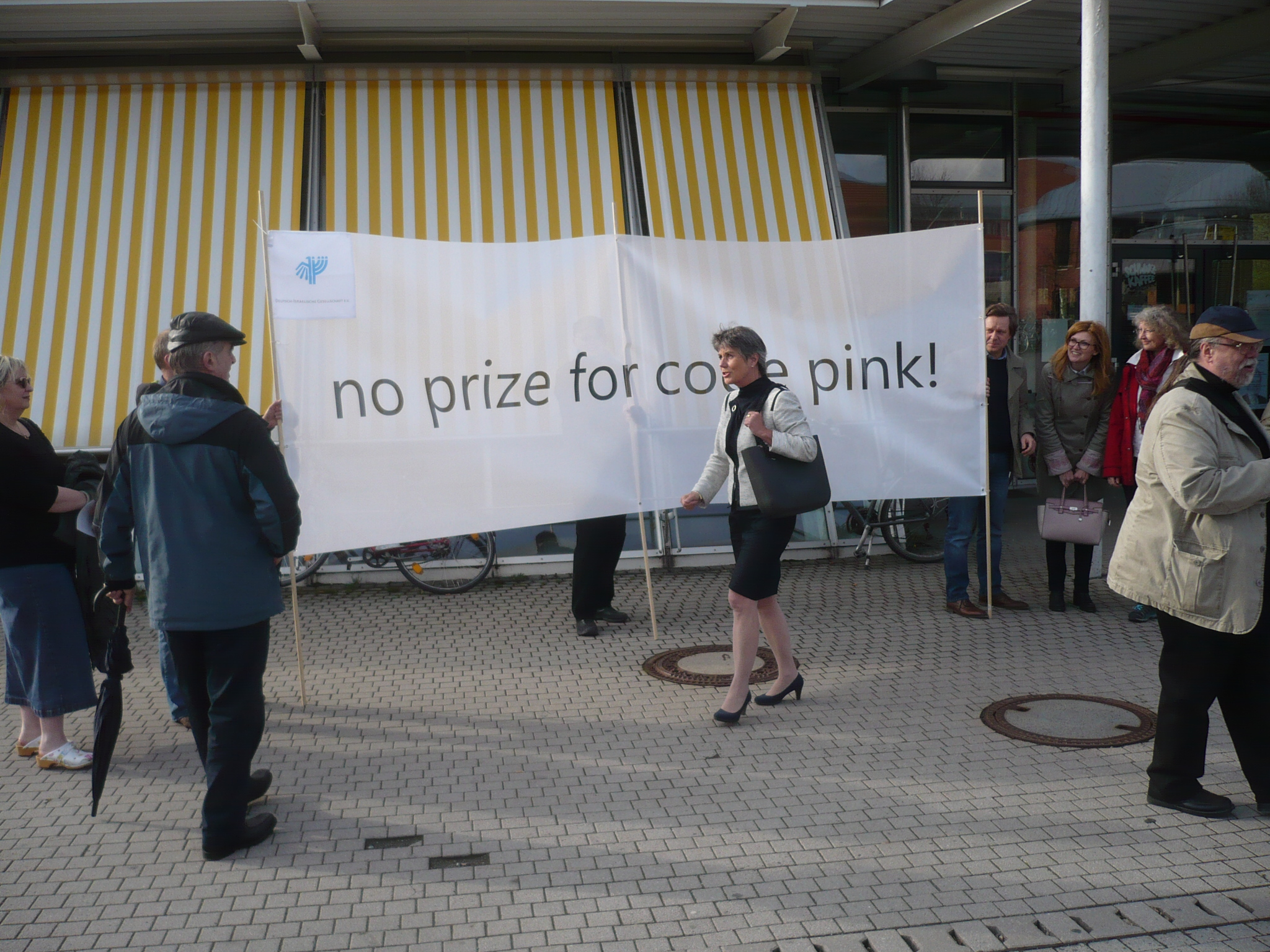
Gegenkundgebung zur Verleihung des Markgräfin-Wilhelmine-Preises in Bayreuth mit Oberbürgermeisterin Brigitte Merk-Erbe

Die BDS-Unterstützerin Judith Butler erhielt 2012 gegen starken Protest den Theodor-W.-Adorno-Preis. Im Sommer 2015 erhielt die BDS-Unterstützergruppe Code Pink den Markgräfin-Wilhelmine-Preis der Stadt Bayreuth. Der Stadtrat bestätigte die Vergabe im Februar 2016. Am 9. März 2019 erhielt der Verein „Jüdische Stimme für einen gerechten Frieden“ entgegen Protesten den Göttinger Friedenspreis. Der Juror der Preisvergabe Andreas Zumach ist Mitglied im Bündnis für Gerechtigkeit zwischen Israelis und Palästinensern. Dessen Vorstandsmitglied Martin Breidert ist ein Aktivist der Bonner BDS-Gruppe.
Im September 2019 erkannte der Stadtrat von Dortmund der britisch-pakistanischen Schriftstellerin Kamila Shamsie den Nelly-Sachs-Preis wegen ihrer BDS-Unterstützung wieder ab.
Am 10. und 11. Juni 2017 veranstaltete der „Koordinierungskreis Palästina-Israel“ (KoPI) in Frankfurt am Main eine Konferenz über „50 Jahre Besatzung“ seit 1967, bei der BDS-Unterstützer wie Norman Paech, Ilan Pappe und Moshe Zuckermann sprachen. Der Frankfurter Bürgermeister Uwe Becker hatte erfolglos versucht, die Veranstaltung zu verhindern. Die Bildungsstätte Anne Frank veranstaltete darum am 7. Juni 2017 eine Podiumsdiskussion über „BDS, Israel-Kritik und Antisemitismus“ mit Jutta Ditfurth, Meron Mendel und Gabriele Scherle. Am 9. Juni demonstrierten etwa 120 Anhänger um den Redner Abraham Melzer für BDS, etwa 250 um die Jüdische Gemeinde Frankfurt am Main, den Verein Honestly Concerned und den Zentralrat der Juden in Deutschland (ZdJ) dagegen. Die Gegenredner wandten sich besonders gegen das BDS-Ziel, Israels Existenz zu beenden. Jutta Ditfurth kritisierte BDS als „diplomatischen Arm der Hamas“. BDS-Aktivisten hätten in der Linken nichts zu suchen. Uwe Becker kritisierte BDS-Praktiken „von der Kaufhauspolizei bis zum Ausüben von Druck auf Musiker“ als antidemokratisch. BDS „bediene sich derselben Sprache wie die Nationalsozialisten“.
Das Jüdische Museum Berlin hatte 2012 eine Podiumsdiskussion mit Judith Butler und dem deutschjüdischen Historiker Micha Brumlik durchgeführt. Im Juli 2018 sagte Museumsdirektor Peter Schäfer einen Vortrag des Palästinensers Sa’ed Atshan ab, nachdem die Israelische Botschaft in Berlin diesem eine Nähe zu BDS nachgesagt hatte. Im Oktober 2018 lud das Museum Unterstützer der Gazaflottille ein. Im Dezember 2018 verlangte Israels Premierminister Benjamin Netanjahu von Bundeskanzlerin Angela Merkel, BDS-Unterstützern wie dem Jüdischen Museum Berlin Einhalt zu gebieten. Die Bundesregierung wies das zurück. Im Juni 2019 verlinkte die Pressesprecherin des Museums auf Twitter unter dem Hashtag „Mustread“ einen Bericht zum Aufruf des israelischen Historikers Amos Goldberg gegen den BDS-Bundestagsbeschluss vom Vormonat. Nach starker Kritik daran entließ Schäfer sie und trat am 14. Juni 2019 zurück. Rund 450 Wissenschaftler für Jüdische Studien verteidigten Schäfer und BDS.  Dagegen verlangten die Scholars for Peace in the Middle East (SPME), das Jüdische Museum Berlin dürfe künftig „kein Ort der Anti-Israel-Agitation, der Förderung von Antisemitismus und der Unterstützung von Israels Feinden“ sein.
Im Mai 2019 verteidigte der Rapper Talib Kweli BDS öffentlich gegen den damaligen Bundestagsbeschluss. Daraufhin lud das Open Source Festival in Düsseldorf ihn aus. Kein eingeladener Künstler folgte dem Boykottaufruf von BDS-Deutschland gegen das Festival.
Ab März 2020 forderten Landespolitiker und der Antisemitismusbeauftragte Felix Klein, den BDS-Unterstützer Achille Mbembe als Redner von der Ruhrtriennale 2020 auszuladen. Der Vorgang löste eine bundesweite Debatte aus. Mbembe selbst hatte 2018 gefordert, die israelische Friedensaktivistin Shifra Sagy von einer Konferenz auszuladen. Die Politikwissenschaftlerin Saba-Nur Cheema kritisierte diese beidseitige „Ausladungslogik“ und erinnerte daran, dass eine BDS-Anhängerin den Palästinenser Rami Aman für seinen Dialog mit Juden bei der Hamas denunziert und so seine Festnahme bewirkt hatte. Im März 2023 erinnerte Meron Mendel (Anne-Frank-Stiftung) den BDS-Unterstützer Roger Waters an diesen Vorgang.
Im Dezember 2020 erklärte die „Initiative GG 5.3 Weltoffenheit“, sie lehne den Israelboykott von BDS ebenso ab wie „missbräuchliche Verwendungen des Antisemitismusvorwurfs“ seit dem Bundestagsbeschluss 2019. Aufgabe von Kunst und Bildung sei, „Ambivalenzen zu ertragen und abweichende Positionen zuzulassen“, also auch Veranstaltungen zu und mit BDS. Nach dem Hamas-Massaker vom 7. Oktober 2023 zogen die Intendanten Michael Grosse und Barbara Mundel ihre Unterstützung der Initiative zurück, weil diese (so Mundel) israelbezogenen Antisemitismus normalisiert habe. Familienministerin Lisa Paus bereute ihr Nein zum BDS-Bundestagsbeschluss von 2019.
Navanethem Pillay, ehemalige Hohe Kommissarin der UN für Menschenrechte, erhielt im September 2022 die Otto-Hahn-Friedensmedaille. Weil sie BDS unterstützt und Israel eine Apartheidpolitik vorgeworfen hatte, nahm Berlins Regierende Bürgermeisterin Franziska Giffey nicht an der Preisvergabe teil und sagte den dafür geplanten Veranstaltungsort Rotes Rathaus ab.
Die documenta fifteen in Kassel (Juni bis September 2022) wurde von mehreren BDS-Unterstützern und dem Kuratorenkollektiv Ruangrupa mit vorbereitet. Sie ließen mehrere als antisemitisch eingestufte Werke präsentieren und lösten damit einen bundesweiten Eklat aus. Ein Expertenrat forderte die Entfernung jener Werke und strukturelle Konsequenzen. Die Organisatoren wiesen die Kritik als Rassismus und „Zensur“ zurück und wollten ihren „Widerstand gegen den Siedlerkolonialismus, Apartheid, ethnische Säuberung und Besatzung“ Israels fortsetzen.
Bei fast allen neueren Antisemitismusskandalen im deutschen Kulturbereich spielten BDS und dessen stereotype antiisraelische Rhetorik eine Rolle. Kritische Beobachter befürchteten daher eine Diskursverschiebung zur Delegitimierung Israels. Olaf Zimmermann (Deutscher Kulturrat) erklärte, da BDS Künstler ausgrenze und Kulturboykotte durchzusetzen versuche, dürfe niemand BDS im Namen der Kunstfreiheit unterstützen: „Wer antisemitische Kunst produziert oder ausstellt, kann nicht mit dem Begriff der Kunstfreiheit argumentieren.“
Im Mai 2021 veröffentlichten BDS-Unterstützer auf Instagram einen Cultural Index for Palestine, der Kultur- und Bildungseinrichtungen wegen einzelner Posts oder Likes in „Supporter“ der „Befreiung“ Palästinas, in „Pro-Zionists“ oder „silent“ einteilte. Die Ersteller riefen dazu auf, die Eingetragenen zu beobachten, Belege zu prüfen und als „prozionistisch“ markierte Entitäten zu „konfrontieren“. Ab 7. Oktober 2023 markierte der Index auf Initiative eines Berliners Entitäten rot, die das Hamas-Massaker jenes Tages verurteilten.
Im November 2023 beendete das Museum Folkwang die Zusammenarbeit mit dem Kurator Anaïs Duplan, weil er im Internet zur Unterstützung von BDS aufgerufen hatte.
Am 27. November 2023 entschied die Stadt Bochum, ihren Peter-Weiss-Preis der Berliner Schriftstellerin Sharon Dodua Otoo zu verleihen. Als bekannt wurde, dass sie 2015 einen BDS-Aufruf unterzeichnet hatte, setzte die Stadt die geplante Preisverleihung aus. Am 29. November 2023 erklärte Odoo, sie würde heute keinen BDS-Aufruf mehr unterzeichnen, wollte ihre damalige Signatur streichen lassen, erklärte sich angesichts des Hamas-Massakers vom 7. Oktober 2023 mit Juden in Israel und Deutschland solidarisch, verzichtete auf den Preis und schlug vor, das Preisgeld einer gemeinnützigen Organisation zu spenden.

### Kommunale Gegenmaßnahmen
Am 11. Juli 2017 beschloss der Stadtrat von München, BDS oder BDS-Unterstützern keine städtischen Räume mehr zu geben. Im September 2017 urteilte das Landgericht München I, das Münchner Kulturzentrum Gasteig müsse einer BDS-Unterstützergruppe einen vertraglich gemieteten Raum überlassen, obwohl diese den Raum ohne Angabe des tatsächlichen Nutzungszwecks gemietet hatte. Daraufhin verbot Münchens Stadtrat am 13. Dezember 2017 mit großer Mehrheit Veranstaltungen zur BDS-Kampagne in städtischen Räumen. Am 25. August 2017 beschloss die Stadtverwaltung von Frankfurt am Main einen analogen Antrag und rief städtische Firmen und private Vermieter auf, ebenso zu handeln.
Im September 2017 ließ Michael Müller, Regierender Bürgermeister von Berlin, ein Verbot der Raumvergabe an BDS-Unterstützer durch die Berliner Bezirke rechtlich prüfen und schlug ein bundesweites BDS-Verbot nach dem Vereinsgesetz vor. Am 15. März 2019 verbot der Berliner Senat einen Auftritt der verurteilten PFLP-Terroristin Rasmea Odeh bei BDS-Berlin. Seitdem verlangte Berlins Innensenator Andreas Geisel, BDS mit gesetzlichen Mitteln zu bekämpfen und vom Verfassungsschutz bundesweit beobachten zu lassen.
Im August 2018 klagten die Münchner Klaus Ried und Michael Meyen gegen das städtische Raumverbot, um im Stadtmuseum über den BDS-Beschluss des Stadtrats diskutieren zu dürfen. Nach einer Berufungsklage gab der Bayerische Verwaltungsgerichtshof (VGH) den Klägern am 17. November 2020 Recht und hob das generelle städtische Raumverbot auf: Es sei nicht ersichtlich, dass strafbare Volksverhetzung, Beleidigungen oder Aufstacheln zum Hass gegen Juden bei BDS-Veranstaltungen üblich seien. Zwar verstoße Antisemitismus gegen die Menschenwürde und sei somit verfassungswidrig, doch Meinungsfreiheit umfasse auch extremistische, rassistische und antisemitische Äußerungen. Am 20. Januar 2022 bestätigte das Bundesverwaltungsgericht (BVerwG) das VGH-Urteil. Dies kritisierte Hessens Antisemitismusbeauftragter Uwe Becker als „grünes Licht für die Verbreitung von israelbezogenem Judenhass in Deutschlands Städten“. Münchens Oberbürgermeister Dieter Reiter forderte daher von der Landes- und Bundesregierung eine solide gesetzliche Grundlage für ein Saalverbot von BDS-Veranstaltungen.

### Gegenmaßnahmen von Bund und Ländern
Zum 1. November 1992 verbot die staatliche Außenwirtschaftsverordnung deutschen Firmen, Boykottklauseln gegen israelische Zulieferteile in ihre Handelsverträge mit arabischen Staaten aufzunehmen. Bevor das Verbot in Kraft trat, entwarf die Bundesregierung jedoch Musterverträge, die arabische Einfuhrverbote respektieren sollten.
Im März 2015 hatte die Bundesregierung keine Erkenntnisse, dass BDS antisemitisch sei. Im April 2016 lehnten Vertreter aller Bundestagsfraktionen ein Verbotsgesetz zu BDS ab und wollten die Kampagne politisch bekämpfen. Im April 2017 stellte der Antisemitismusbericht des Deutschen Bundestages fest: Die BDS-Kampagne diene als „Plattform für antisemitische Haltungen“, benutze antisemitische Stereotype und unterschiedslose Boykottaufrufe gegen jüdische Siedlungen und ganz Israel. Im Januar 2018 forderte eine breite Bundestagsmehrheit die Bundesregierung dazu auf, der BDS-Bewegung entschlossen entgegenzutreten. Am 29. April 2019 beantragte die AfD-Fraktion im Deutschen Bundestag, BDS-nahen Gruppen jede Förderung zu entziehen und die BDS-Bewegung mit dem Vereinsrecht zu verbieten.
Stattdessen beschloss der Bundestag am 17. Mai 2019 mit großer Mehrheit den Antrag Der BDS-Bewegung entschlossen entgegentreten – Antisemitismus bekämpfen. Dieser stellt fest: „Die Argumentationsmuster und Methoden der BDS-Bewegung sind antisemitisch.“ Der allumfassende BDS-Boykottaufruf führe zur Brandmarkung aller jüdischen Israelis. ‚Don't Buy‘-Aufkleber auf israelischen Produkten weckten „unweigerlich Assoziationen zu der NS-Parole ‚Kauft nicht bei Juden!‘“ Dies sei scharf zu verurteilen. Man begrüße kommunale Raumverbote für BDS-Veranstaltungen. Zudem beschloss der Bundestag, BDS die finanzielle Förderung zu entziehen. Die Linksfraktion und einige Grüne stimmten dagegen, die AfD-Fraktion enthielt sich.
Ein von Amos Goldberg initiierter Aufruf von 240 Akademikern fand, der Bundestagsbeschluss sei „von den politischen Interessen […] der Regierung Israels angetrieben“ und benutze den Antisemitismusvorwurf, um deren Menschenrechtsverletzungen zu schützen. Einige deutsche Nahostexperten kritisierten, der Beschluss diskreditiere Kritik an Israels Politik pauschal als antisemitisch. Er helfe „der am weitesten rechts stehenden Regierung in der Geschichte Israels, jeden Diskurs über palästinensische Rechte und jede internationale Solidarität mit den Palästinensern […] zu delegitimieren“. Meron Mendel (Bildungsstätte Anne Frank) kritisierte, dass der BDS-Beschluss die Komplexität des Nahostkonflikts nicht erfasse, Israel und Juden fälschlich gleichsetze und friedensbereite Palästinenser aus einer gemeinsamen Debatte ausschließe. Sie hätten oft nachvollziehbare Gründe für einen Boykottaufruf. Man könne praktisch unmöglich alle Teilnehmer öffentlich mitfinanzierter Veranstaltungen vorab auf ihr Verhältnis zu BDS überprüfen. Auch der Antisemitismusforscher Wolfgang Benz lehnte den Beschluss ab. Der Politikwissenschaftler Gert Krell kritisierte den Vergleich mit dem Naziboykott als „höchst fragwürdig“: BDS kämpfe nicht gegen eine unbewaffnete und politisch machtlose Minderheit in einem totalitären Staat, sondern gegen die Besetzung von palästinensischen Gebieten durch einen wehrhaften Staat.
Der Wissenschaftliche Dienst des Bundestags stufte den BDS-Beschluss im Dezember 2020 als politische Meinungsäußerung ohne rechtliche Verbindlichkeit ein, daher beeinträchtige er die Grundrechte nicht. Eine Klage von drei BDS-Aktivisten gegen den Bundestag, um dessen BDS-Beschluss für nichtig erklären zu lassen, wies das Verwaltungsgericht Berlin im Oktober 2021 zurück: Der Beschluss sei sachbezogen, nicht personenbezogen, erkläre nicht alle BDS-Unterstützer zu Antisemiten und greife somit nicht in die Persönlichkeitsrechte der Kläger ein. Letztinstanzlich hat das Bundesverwaltungsgericht im März 2025 entschieden, dass nicht die Verwaltungsgerichte, sondern das Bundesverfassungsgericht für die Klärung dieser Rechtsfrage zuständig ist.
Nachdem manche Landesverfassungsschutzämter antisemitische Vorfälle und Tendenzen bei BDS registrierten, prüften alle Verfassungsschutzämter ab 2019 gemeinsam, ob BDS bundesweit beobachtet oder verboten werden solle. Ab 2021 führte das Bundesamt für Verfassungsschutz (BfV) die BDS-Kampagne in Deutschland als „extremistischen Verdachtsfall“. 2025 stufte der Verfassungsschutz Berlin die BDS-Kampagne als verfassungsfeindlich ein. Ihr Ziel sei die Vernichtung des Staates Israel. Laut dem Leiter des Berliner Verfassungsschutzes Michael Fischer hat die Bedeutung des BDS für die antisemitische und antiisraelische Szene deutlich zugenommen. Seine Ideologie gründe auf einer klaren Negierung des Existenzrechts Israels und verstoße damit gegen den Gedanken des friedlichen Zusammenlebens der Völker.
2021 betonte der Beauftragte der Bundesregierung für jüdisches Leben in Deutschland und den Kampf gegen Antisemitismus Felix Klein, Boykottaufrufe gegen Israel ließen sich „nicht losgelöst vom nationalsozialistischen ‚Kauft nicht bei Juden‘ behandeln“. Die amerikanische Historikerin Shira Klein reiht diese Äußerung ein in die ihres Erachtens verbreitete Praxis der Instrumentalisierung des Holocausts zur Legitimierung der israelischen Politik.
Laut Tobias Rapp bewirkte der Bundestagsbeschluss zu BDS bis 2024 einen Bewusstseinswandel zur Verbreitung und öffentlichen Förderung von Hass auf Israel in Deutschland.

## Österreich
In Österreich entstand „BDS Austria“ 2014 aus einem älteren Netzwerk antizionistischer und islamischer Gruppen, darunter die „Palästinensische Jugend Österreich“ und „Dar al-Janub“. Dieser Verein verbreitete 2011 bei einem Symposium Remapping Palestine laut der Österreichisch-Israelischen Gesellschaft „antiisraelische Hetze“. Ab Mai 2014 führte BDS Austria in Wien Boykottaktionen durch, etwa gegen das Restaurant Tel Aviv Beach, das von Israel unterstützte Jüdische Filmfestival, einen Israelworkshop an der Universität Wien und einen Staatsbesuch des Knessetvorsitzenden Yuli Edelstein. Im August 2014 führten BDS-Aktivisten ein Straßentheater auf, das eine Exekution palästinensischer Kinder durch israelische Soldaten darstellte. So behaupteten sie in antisemitischer Tradition, Israels Armee begehe im damaligen Gazakrieg gezielte Kindermorde. Seit 2015 organisiert BDS Austria jährlich eine „Israeli Apartheid Week“ in Wien. Dagegen bildeten sich Bündnisse um die Israelitische Kultusgemeinde Wien, das „Forum gegen Antisemitismus“, die „Initiative Liberaler Muslime“, die „Jungen Grünen Wien“ und verschiedene Universitätsgruppen. Sie erreichten, dass ein Kulturzentrum und mehrere Hotels BDS keine Räume gaben. Zudem sperrte die Erste Bank 2016 das Spendenkonto von BDS Austria.
Im Herbst 2017 sprach sich die Studentenvertretung der Universität Wien gegen BDS aus. Die Österreichische Hochschülerinnen- und Hochschülerschaft beschloss, keine BDS-Unterstützergruppen mehr zu finanzieren. Im Juni 2018 beschloss die Stadt Wien, der „antisemitischen BDS-Kampagne“ und ihren Unterstützern keine Veranstaltungsräume zu geben. Darum sagte das Wiener Volkskundemuseum einen Vortrag des BDS-Unterstützers Ronnie Kasrils im März 2019 ab. Der Österreichische Presserat entschied im Februar 2020, Medienartikel, die BDS als antisemitisch bezeichnen, seien keine Verstöße gegen den Ehrenkodex der österreichischen Presse.
Am 14. November 2019 beschloss der Gemeinderat der Stadt Graz eine Erklärung gegen Antisemitismus und BDS, die in Punkt 3 Gruppierungen, die BDS befürworten, die Unterstützung städtischer Dienststellen untersagt. Diese „Richtlinie“ wurde einzig von der KPÖ wegen der gegen BDS gerichteten Regeln abgelehnt.
Am 27. Februar 2020 verurteilte der Nationalrat Österreichs geschlossen jeden Antisemitismus und BDS. Er forderte die Regierung auf, Organisationen und Vereinen, die sich antisemitisch äußern oder Israels Existenzrecht in Frage stellen, keine Räume und Infrastruktur zu geben und BDS keinerlei Förderung zu gewähren. Bewegungen wie BDS seien ein Angriff auf das jüdische Leben und die offene Gesellschaft. Damit reagierte der Rat auf die Ergebnisse einer von ihm beauftragten Antisemitismusstudie. Er wollte zudem ein Forschungszentrum zu Antisemitismus einrichten und das Thema in die OSZE und den Europarat einbringen.
Im August 2020 beschuldigte BDS Austria die Jüdischen österreichischen HochschülerInnen (JöH) ohne Belege, sie seien rassistisch, und verglich sie mit den rechtsextremen türkischen Grauen Wölfen. BDS-Anhänger störten die Rede einer JöH-Vertreterin bei einer Gedenkkundgebung für die Opfer des rechtsextremen Terroranschlags in Hanau (19. Februar 2020). Der anwesende Präsident der European Union of Jewish Students (EUJS) Bini Guttmann kritisierte, BDS verfolge unverändert die „perfide Taktik“, „linke Strukturen zu unterwandern“. Der Vergleich jüdischer mit faschistischen Organisationen, um erstere aus antirassistischen Kundgebungen auszuschließen, sei antisemitisch.

## Schweiz
BDS Schweiz entstand ab 2005 als Bündnis älterer Palästina-Solidaritätsgruppen wie Urgence Palestine in Genf, die sich dem BDS-Aufruf anschlossen. Ab 2010 unterstützten auch einige amtierende und frühere Nationalräte den Israelboykottaufruf von BDS Schweiz, darunter Carlo Sommaruga, Margret Kiener Nellen, Andrea Hämmerle, Geri Müller, Therese Frösch, Jean-Nils de Dardel, André Daguet, Daniel Vischer sowie die Journalisten Erich Gysling und Arnold Hottinger (verstorben). Seit September 2024 unterstützt die JUSO, die Jungpartei der Sozialdemokratischen Partei der Schweiz die BDS.
2018 wollte BDS Zürich im städtischen Gemeinschaftszentrum eine Veranstaltung mit als linksextrem eingestuften Gruppen wie Partei der Arbeit, Revolutionärer Aufbau, Kommunistische Jugend, Revolutionäre Jugend Zürich  durchführen. Nachdem der Veranstalter durch Medienanfragen vom politischen Zweck erfuhr, stornierte er den Mietvertrag.
Im Ständerat beantragte Marina Carobbio Guscetti 2017 ein allgemeines „Einfuhrverbot für Güter aus israelischen Siedlungen“. Die Nationalrätin Stefania Prezioso Batou, Mitglied bei SolidaritéS und BDS-Unterstützerin, sprach in zwei Anfragen an den Bundesrat von 2021 und 2022 von „Apartheid-Politik“ Israels und forderte, die Schweiz solle Handel mit Waffen und Kriegsmaterial mit Israel stoppen. Israel habe den Raketenbeschuss der Hamas als Vorwand für eine brutale Bombardierung des Gazastreifens missbraucht. BDS-Unterstützer unter Schweizer Parlamentariern unterschrieben einen Aufruf von Nationalrat Cédric Wermuth, israelische Fußballvereine aus der FIFA auszuschließen. Weitere unterstützten die von BDS mitgetragene Kampagne „Nakba-2018“.
Die Aktivistin Birgit Althaler (Basel), eine frühere Redakteurin der trotzkistischen Zeitung Inprekorr, koordiniert die BDS-Aktivitäten der Schweiz, darunter das Anprangern israelischer Produkte in Supermärkten. Sie erreichte, dass die Wochenzeitung WOZ unter der damaligen Redakteurin Susan Boos einen BDS-Flyer als kostenlose Beilage verbreitete. Auch eine Beschwerde Altthalers beim Schweizer Presserat hatte Erfolg: Dieser rügte das Online-Medium Prime News im Sommer 2022 für einen Text, der die BDS-Kampagne „antisemitisch“ genannt hatte, als Verstoß gegen die journalistische Wahrheitspflicht. Der Bericht habe die BDS-Ziele nicht erläutert und nicht erwähnt, „dass andere Experten und Institutionen den Antisemitismus-Vorwurf an BDS in Frage stellen“. Er vergleiche den BDS-Aktivismus historisch inkorrekt mit der Judenverfolgung im Dritten Reich. Der damalige Judenboykott habe sich gegen „Individuen“ gerichtet, BDS-Boykotte dagegen würden als politisches Druckmittel auf den Staat Israel eingesetzt. Damit widersprach der Presserat unter anderem deutschen Antisemitismusexperten und dem deutschen Bundestag. Leiterin des Presserats war Susan Boos; zu den Mitgliedern gehörte die BDS-Unterstützerin Anne-Frédérique Widmann (Radio Télévision Suisse).
Schweizer BDS-Gruppen organisierten zum 28. August 2022 Gegenkundgebungen zur Feier des 125. Jahrestags des historischen ersten Zionistenkongresses in Basel. Zu den Schweizer Teilnehmern gehörten:
- Apartheid Free Zone Switzerland (AFZ),
- CETIM Europäisches Zentrum – Dritte Welt,
- Collectif Sud Global,
- Maison collective de Malagnou, militante Hausbesetzer aus der Region Genf,
- Nouvelles générations Chile,
- solidaritéS,
- Revolutionärer Aufbau,
- Bewegung für den Sozialismus (BFS/MPS).

Aus anderen Staaten nahmen teil:
- Intal Globalize Solidarity, Belgien,
- Palestina Solidariteit vzw, Belgien,
- Vlaams-Socialistische Beweging, Belgien,
- Association France Palestine Solidarité (AFPS), Frankreich,
- Israeli Committee against House Demolitions (ICAHD), Israel.

Viele teilnehmende BDS-Gruppen sind Mitglied der European Coordination of Committees and Associations For Palestine (ECCP). Etliche unterstützen den „bewaffneten Kampf“ zur „Befreiung der Palästinenser“. BDS-Aktivisten organisierten eine Konferenz mit Wieland Hoban (Vorsitzender des Vereins „Jüdische Stimme für gerechten Frieden in Nahost“), Mohammed Khatib (PFLP-Mitglied und Europa-Koordinator von Samidoun), Jodie Jones (Palestine Action, Großbritannien). Online zugeschaltet waren Noura Saleh Erakat (USA) und Ilan Pappe (Israel / Großbritannien).

## Frankreich
In Frankreich kritisierte BDS Veolia Transport für seine Beteiligung am Bau der Straßenbahn von Jerusalem. Weil nach dem Antirassismusgesetz auch Boykottaufrufe gegen Staaten als „Aufstachelung zu Diskriminierung, Hass oder Gewalt“ betrachtet werden können, wurden BDS-Aktivisten in Frankreich mehrmals danach verurteilt. So erhielt der Bürgermeister von Seclin 2003 eine Geldstrafe von 1000 Euro, weil er die örtlichen Gastronomen über die städtische Webseite zum Boykott israelischer Waren aufgerufen hatte. Im Juli 2009 wies der Europäische Gerichtshof für Menschenrechte (EGMR) seine Berufungsklage dagegen ab. Im September 2009 und Mai 2010 räumten elf BDS-Aktivisten israelische Waren aus den Regalen eines Carrefour-Supermarkts in Illzach, riefen dabei „Israel Mörder, Carrefour Komplize“ und forderten die Kunden zum Israelboykott auf. 2013 erhielt jeder Beteiligte dafür eine Geldstrafe von 5.000 Euro. 2015 bestätigte das französische Kassationsgericht das Urteil. Im Juni 2020 hob der EGMR das Urteil jedoch als Verletzung der Meinungsfreiheit auf und erlegte dem Staat Frankreich Schadensersatz für jeden Angeklagten und die gesamten Prozesskosten auf. Als Folge des Urteils befürchtete der Dachverband der jüdischen Organisationen Frankreichs eine erhebliche „Zunahme von Hassreden und Aktionen gegen französische Juden“. Dagegen lobte Amnesty International Frankreich das Urteil als Zeichen gegen den „Missbrauch von Anti-Diskriminierungsgesetzen“ gegen Aktivisten, die israelische Menschenrechtsverletzungen anprangern.
Die Schriftstellerin Annie Ernaux und viele weitere Kulturschaffende in Frankreich unterstützten zwei BDS-Boykottaufrufe, so 2018 gegen ein gemeinsames Kulturprogramm Israels und Frankreichs und 2019 gegen den Eurovision Song Contest in Tel Aviv. Ernaux und andere unterzeichneten 2021 auch einen offenen Brief „gegen Apartheid“, der Israel im damaligen Israel-Gaza-Konflikt als „kolonisierende Macht“ darstellte, ohne die Terrorangriffe der Hamas auf Israel zu erwähnen. Der Brief rief zum weltweiten Boykott Israels auf mit den Zielen, die auch BDS anstrebt. Darum stieß die Vergabe des Literaturnobelpreises an Ernaux im Oktober 2022 auf Kritik. In der Debatte dazu wurde betont, dass ihr Werk keine antisemitischen Passagen enthält und von ihrer BDS-Sympathie unberührt sei.

## Großbritannien
In Großbritannien sind christliche, jüdische, muslimische und andere Antizionisten, auch aus dem Ausland, traditionell als eine Art „Anti-Israel-Lobby“ stark aktiv. Sie haben dabei auch antisemitische Sprache benutzt oder sich mit offenen Antisemiten verbündet.
Im April 2002 forderten 123 Akademiker um das Ehepaar Steven P. Rose und Hilary Rose in einem Brief an die Zeitung The Guardian, britische und europäische Hochschulen und Kultureinrichtungen müssten ihre Zusammenarbeit mit israelischen Institutionen wegen Israels Unterdrückung der Palästinenser stoppen. Im Juni 2002 entfernte Mona Baker, die den Brief unterzeichnet hatte, ihre Fachkollegen Miriam Shlesinger und Gideon Toury gegen deren Willen aus dem Herausgeberteam von zwei sprachwissenschaftlichen Zeitschriften: Sie wolle derzeit „keine offizielle Verbindung mit einem Israeli fortsetzen“.
Seitdem riefen viele britische Akademiker- und Gewerkschaftsverbände zu Israelboykotten auf, so im April 2005 die Association of University Teachers (AUT). Nach heftigen Protesten zog sie ihren Boykottbeschluss wieder zurück. Die National Association of Teachers in Further and Higher Education (NAFTE) beschloss im Mai 2006 einen Boykott aller israelischen Akademiker, die sich nicht ausdrücklich gegen Israels Regierung aussprachen. Die aus AUT und NAFTE vereinte University and College Union (UCU) rief britisches Lehrpersonal im Mai 2007 auf, „die moralischen Implikationen“ ihrer Verbindungen zu Israel zu bedenken, also akademische Boykotte zu erwägen. 2009 forderte die UCU ein Ende jeder Zusammenarbeit mit Akademikern und Hochschulen in Israel. Auf Anraten von Rechtsberatern zog die UCU diese Resolution wegen befürchteter Diskriminierungsklagen zurück. 2010 beschloss der UCU-Vorstand den Abbruch der Kontakte zum israelischen Gewerkschaftsverband Histadrut, weil dieser angeblich „den israelischen Angriff auf Zivilisten in Gaza unterstützt“ habe. Zudem schloss sich die UCU BDS mit dem Ziel der „Isolation Israels“ an. 2011 wies die UCU auch die Antisemitismusdefinition zurück, die die Europäische Stelle zur Beobachtung von Rassismus und Fremdenfeindlichkeit formuliert hatte. Dachverbände britischer Juden erklärten dazu gemeinsam, die UCU habe Austritte und Warnungen vor Antisemitismus jahrelang nie ernst genommen. „Nun, in einer finalen Beleidigung ihrer jüdischen Mitglieder und in einem Akt des Zynismus, hat die UCU den Antisemitismus einfach so umdefiniert, dass ihre eigenen tief verwurzelten Probleme und Ressentiments damit nichts mehr zu tun haben.“
Auch die National Union of Journalists, Transport and General Workers’ Union, UNISON und War on Want beschlossen im Jahr 2007 Israelboykotte. Der Schriftsteller John Berger rief in der Zeitung The Guardian zum Kulturboykott und Boykott der Israel Medical Association auf.
Im April 2016 wählte die National Union of Students, die rund 600 britische Studentenschaften vertritt, die BDS-Aktivistin Malia Bouattia zur Vorsitzenden. Sie nannte palästinensische Terrorangriffe gegen Israel „legitimen Widerstand“ und erklärte, sie würde es begrüßen, wenn studentische BDS-Aktivitäten Befehlen bewaffneter Palästinensergruppen folgten. Friedensverhandlungen zwischen Israel und Palästinensern würden nur das „koloniale Projekt“ stärken. Ihre University of Birmingham und britische Medien seien „zionistisch“ gelenkt. Auch Bouattias 2019 gewählte Amtsnachfolgerin Zamzam Ibrahim unterstützt BDS. Im Januar 2016 verhinderten antiisraelische Studenten und BDS-Anhänger am King’s College London gewaltsam den Gastauftritt von Ami Ayalon über eine friedliche Lösung des Israel-Palästina-Konflikts. Im Oktober 2016 verhinderten sie am University College London eine Rede des Israelis Hen Mazzig über seine humanitäre Arbeit im Westjordanland und bedrohten ihn und andere Teilnehmer körperlich, so dass sie mit Polizeischutz vom Campus evakuiert werden mussten.
2014 beschloss der Stadtrat von Leicester einen Boykott gegen Produkte israelischer Siedlungen. Die Kommunalparlamente von London Borough of Tower Hamlets, Swansea und Bristol unterstützen BDS, ebenso die nordirische Aktivistin Mairead Corrigan und der Schriftsteller Iain Banks. Der in England lebende britisch-israelische Historiker Avi Shlaim warb 2017 für BDS und für eine Ein-Staat-Lösung.
Im Februar 2016 untersagte die britische Regierung allen öffentlich geförderten Institutionen eigenmächtige Boykotte einzelner Staaten. Die oppositionelle Labour Party, Amnesty International und andere kritisierten das Verbot.

## Vereinigte Staaten

### Kämpfe an den Hochschulen
In den USA rief der Völkerrechtler Francis A. Boyle im Jahr 2000 dazu auf, die Methoden der Anti-Apartheid-Bewegung gegen Israel anzuwenden. Daraus entstanden die Students for Justice in Palestine (SJP). Sie starteten 2001 in Berkeley die erste Desinvestitionskampagne. Bis 2004 bildeten sich SJP-Gruppen an 40 Universitäten der USA.
In den USA riefen SJP-Gruppen 2002 die University of California, die Harvard University und das Massachusetts Institute of Technology zum Verkauf ihrer Aktienanteile an Unternehmen auf, die in Israel investierten. Die erfolglosen Vorstöße dienten späteren BDS-Aktionen als Vorbild. Bis 2014 erreichten die SJP-Gruppen Divestmentkampagnen an 24 Universitäten. Sie bilden Allianzen mit Gruppen für Rassen- und Gender-Gerechtigkeit und konfrontieren israelfreundliche Gruppen mit ihren Forderungen. Ali Abunimah sprach von einem „Krieg auf dem Campus“ um BDS.
Nach SJP-Vorstößen seit 2006 beschloss die American Studies Association (ASA) im Dezember 2013 mit Zweidrittelmehrheit des Nationalrats einen akademischen Israelboykott, den ersten Staatsboykott seit Gründung der ASA 1951. Dem folgten weitere Akademikervereine, so die African Literature Association (ALA), Critical Ethnic Studies Association (CESA), Middle East Studies Association (MESA) und Native American and Indigenous Studies Association (NAISA). Dagegen traten das Bard College, die Brandeis University, die Indiana University, das Kenyon College, die Penn State Harrisburg und die University of Texas wegen des Beschlusses aus der ASA aus. 134 Abgeordnete im Kongress der Vereinigten Staaten warfen der ASA 2014 eine „Doppelmoral“ und „kaum verhohlene Bigotterie“ vor, weil ihr Beschluss Israel hervorhebe, aber die Beziehungen zu Universitäten autokratischer und repressiver Staaten intakt lasse. Mehr als 250 Hochschulleitungen sowie große Akademikervereine erklärten öffentlich, dass sie Israelboykotte ablehnen. Darunter waren das American Council on Education (ACE), die Association of American Universities (AAU), die American Association of University Professors (AAUP) und die Association of Public and Land-Grant Universities (APLGU). An vielen Hochschulen entstanden Webseiten wie Stopbds.com, buycottisrael.com und BuyIsraeliProducts.com. Sie starten „Buycott“-Gegenkampagnen, die die von BDS boykottierten Firmen und Produkte zum Kauf empfehlen, und bieten dazu Informationen und ein BDS Cookbook an.
Die National Women’s Studies Association (NWSA), die größte feministische Organisation in Nordamerika, fordert seit November 2015 einen vollständigen Boykott Israels und aller von Israel gesponserten Projekte und Einrichtungen, weil Israel angeblich „sexuelle und geschlechtsspezifische Gewalt“ gegen Palästinenser und andere Araber begehe. Die American Anthropological Association (AAA) beschloss im Dezember 2014 einen Israelboykott und bestätigte den Beschluss 2015, nachdem BDS-Unterstützergruppen wie Friends of Sabeel, North America (FOSNA) und Jewish Voice for Peace (JVP) stark zur Jahreskonferenz mobilisiert hatten. Ein von der AAA-Leitung beantragter Studienbericht machte Israel unter anderem für die hohe Kindersterblichkeit in Palästina verantwortlich, fand aber keine Belege für eine Komplizenschaft von Anthropologen Israels mit Unterdrückung der Palästinenser. 2016 nahm eine knappe Mehrheit der AAA-Mitgliederversammlung den Boykottbeschluss zurück. Dabei spielte Kritik am Palästinabericht von 2014 eine wichtige Rolle, ebenso die Mobilisierung der 2014 unterlegenen Teilgruppe Anthropologists for Dialogue on Israel and Palestine (ADIP). Die Modern Language Association (MLA) verpflichtete sich 2017 mit großer Mehrheit, Israelboykotte dauerhaft abzulehnen. Jährliche BDS-Vorstöße in der American Historical Association (AHA) scheiterten bis 2020 viermal in Folge.
Bis Ende 2013 hatten erst fünf Studentenparlamente ihre Universitäten zu Israelboykotten aufgefordert; keine der rund 4000 Hochschulen der USA hatte diese beschlossen. 2014 unterstützten 938 Dozenten an 316 Hochschulen der USA akademische Israelboykotte. Davon gehörten 84 % zu den Human- und Sozialwissenschaften, 21 % davon zum Fach Englisch. Die Unterstützung wuchs in einzelnen Fachbereichen, nicht aber bei Hochschulen insgesamt. Von Juli 2005 bis August 2020 stimmten Studentenschaften an 68 Hochschulen der USA insgesamt 133 mal (öfter mehrfach) über Resolutionsentwürfe von BDS-Aktivisten ab. 42 mal (31,6 %) wurden die Entwürfe angenommen, 91 mal (68,4 %) abgelehnt, an elf der am besten bewerteten Hochschulen zu 73 %. Die Universitätsleitungen lehnten BDS-Beschlüsse meist weiterhin als Angriff auf die akademische Freiheit ab. Einen Professor, der einer Studentin eine Empfehlung für ein Studium in Israel verweigern wollte und sich dazu auf die studentische Boykottresolution berief, bestrafte die University of Michigan mit einer Gehaltskürzung: Er dürfe ausschließlich die akademische Leistung zum Maßstab machen.
BDS-Aktivisten stören und verhindern mit organisierten Zwischenrufen und Parolen öfter Vorträge von Israelis an ihren Hochschulen. So brüllten sie 2010 eine Rede des Botschafters Michael B. Oren nieder, 2015 einen Vortrag des Vorsitzenden des Obersten Gerichtshof Israels Aharon Barak, 2016 eine Diskussion mit dem Menschenrechtler Bassam Eid und einen Vortrag des Jerusalemer Bürgermeisters Nir Barkat. An Hochschulen mit aktiven BDS- oder SJP-Gruppen nahmen antisemitische Vorfälle deutlich zu. So wurden jüdische Kandidaten für Hochschulämter an den Universitäten von Kalifornien und Stanford selektiv nach ihrer „Loyalität“ zu Israel befragt. Jüdische Studenten und Professoren berichteten von massiven Einschüchterungsversuchen, Bedrohungen und Beleidigungen durch BDS-Anhänger. Jüdische Teilnehmer der Students of Color Conference 2015 in Berkeley bezeugten, BDS-Anhänger hätten ihnen vorgeworfen, Israel vergifte das Trinkwasser der Palästinenser, ein Lebensrecht von Juden in Israel bestritten, deren Ermordung gerechtfertigt und den Holocaust geleugnet. Proteste dagegen seien mit der Parole “Free, free Palestine” übertönt worden. Das David Project, die AMCHA Initiative und das Committee for Accuracy in Middle East Reporting in America (CAMERA) berichteten im Dezember 2016 über eine erhebliche Zunahme antisemitischer Übergriffe im Kontext von BDS-Aktivitäten auf dem Campus. Nach empirischen Studien von 2015 und 2016 gingen die antisemitischen Vorfälle mit BDS-Veranstaltungen einher und wurden meist von SJP-Hochschulgruppen initiiert. Die Northeastern University hatte die lokale SJP-Gruppe daher 2014 für ein Jahr verboten. AMCHAs Antisemitismusdefinition und eine Namensliste von BDS-Unterstützern unter Akademikern der USA stießen jedoch auf Kritik.

### Unterstützer
Zum Unterstützernetz von BDS gehören ferner Al-Haq, American Muslims for Palestine, Dream Defenders, Jewish Voice for Peace, Palestine Legal, The US Coalition to Boycott Israel und die Coalition for Justice in Palestine. Diese Gruppen pflegen auch Kontakte zu PFLP-Vertretern und unterstützten die PFLP-Terroristin Rasmea Odeh mit Spendenaufrufen für ihren Strafprozess. Der PFLP-Aktivist Shawn Jabarin hielt 2013 BDS-Vorträge in Frankreich, sein Mitstreiter Senan Shaqdeh koordinierte 2014 BDS und antiisraelische Proteste in den USA.
Über 800 Akademiker der USA unterstützten bis 2016 die BDS-Gruppe US Campaign for the Academic and Cultural Boycott of Israel (USACBI). Nach Angaben der Anti-Defamation League (ADL) erhält USACBI seit 2013 Finanzmittel von der Gruppe Al Awda („Die Rückkehr“), die seit 2000 auch Terrorgruppen wie die Hamas und Hisbollah unterstützt.
Der Aktivist Ward Churchill tritt häufig als Redner bei Israel-Apartheid-Wochen auf. Er spricht von einem Völkermord Israels an den Palästinensern und behauptet, viele jüdische Autoren verdeckten diesen mit Schriften zum Holocaust.
Die Green Party unterstützt BDS. Ihre Kandidatin Jill Stein nahm die Forderung, die USA sollten ihre militärische und ökonomische Unterstützung Israels beenden, in ihr Programm zur Präsidentschaftswahl 2016 auf. Bernie Sanders, Präsidentschaftskandidat der Demokraten bei den Vorwahlen 2016, anerkennt zwar antisemitische Motive von BDS, nahm jedoch den BDS-Unterstützer Cornel West in die Programmkommission der Demokraten auf. Auch Linda Sarsour, eine prominente Organisatorin des Women’s March on Washington vom 21. Januar 2017, unterstützt BDS, so ab 2018 auch Ilhan Omar und Rashida Tlaib, die ersten beiden Muslimas im US-Repräsentantenhaus.
Für mehr Zustimmung zu Israelboykotten verknüpften BDS-Aktivisten ihre Kampagne ab August 2014 mit der Bewegung Black Lives Matter (BLM). Mit Slogans wie From Ferguson to Palestine verknüpften sie den Todesfall Michael Brown mit Antiterrormaßnahmen der IDF in Gaza und behaupteten identische Ursachen: Afroamerikaner und Palästinenser kämpften gegen dasselbe System eines „Staatsrassismus“, den eine gewalttätige Polizei schütze und durchsetze. Die BDS-Aktivistin Rania Khalek machte umgekehrt den Zionismus für Polizeigewalt gegen Afroamerikaner und rassistische Unterdrückung weltweit verantwortlich. Bei einer BDS-Demonstration im Januar 2015 in Nazareth verwendete BLM-Redner Mark Lamont Hill antisemitische Stereotype: „Habgier“ raube den Palästinensern das Land und Israels Gesetze würden „mit dem Blut von Unschuldigen geschrieben“. Im August 2015 fand ein Aufruf der Gruppe Blacks for Palestine zur Solidarität mit den Palästinensern rund 1000 Unterschriften. Die BLM-Vertreterinnen Angela Davis, Sandra Tamari und Tara Thompson unterstützen BDS und begründen dies mit der Theorie der Intersektionalität. Diese ist jedoch auf einander überlappende Unterdrückung von Klassen, Rassen, Geschlechtern in derselben Gesellschaft bezogen. Die Verbindung deutet den Palästinakonflikt ahistorisch als Rassenkonflikt, setzt dabei Palästinenser mit Schwarzen, Juden mit Weißen und Zionismus mit Rassismus gleich. Die BDS-Kampagne will BLM auf einen Antizionismus verpflichten: Dies würde viele progressive und jüdische BLM-Unterstützer ausgrenzen, die traditionellen Bezüge von Juden zur Bürgerrechtsbewegung und die für Israel und gegen Antisemitismus gerichtete Haltung von Martin Luther King ausblenden. Dies erzeugte anhaltende Konflikte in BLM.
Nach einer repräsentativen Umfrage vom Juli 2015 zur „Meinungselite“ in den USA kannten 60 % die BDS-Kampagne nicht. 19 % derer, die sie kannten, unterstützten sie, davon 31 % der befragten Demokraten und 3 % Republikaner. Der Meinungsforscher Frank Luntz folgerte, Israel müsse mit stark wachsender Zustimmung zur BDS-Kampagne in den USA rechnen und könne keine parteiübergreifende Unterstützung mehr erwarten.
Im Juni 2022 präsentierte BDS Boston eine Karte, die jüdische Einrichtungen, Stiftungen, Schulen, Synagogen und Privatpersonen als „Unterstützer Israels“ und „führende Zionisten“ markierte und zu ihrer „Demontage“ aufrief. Das FBI leitete Ermittlungen zu diesem „Mapping-Project“ ein.

### Gegner
Prominente BDS-Gegner in den USA sind unter anderen Alan M. Dershowitz, Jon Bon Jovi und Howard Stern. Ethan und Joel Coen lehnten Israelboykotte 2011 öffentlich ab und nahmen den Dan-David-Preis in Israel an, trotz Aufrufen, die Preisverleihung zu boykottieren.
Die Organisation WoMen for All/WoMen Fight AntiSemitism stellt sich dezidiert gegen BDS. Einige prominente Intellektuelle lehnen die BDS-Kampagne ab und unterstützen stattdessen zielgenaue Druckmittel auf Israel. Seit 2012 befürwortet der jüdische Journalist Peter Beinart auf die jüdischen Siedlungen und deren Produkte begrenzte Boykotte, nicht aber BDS: Deren Ziele und Methoden gefährdeten die Zweistaatenlösung. Im September 2016 befürworteten über 70 Intellektuelle in einem offenen Brief einen auf die jüdischen Siedlungen begrenzten Boykott sowie deren Ausschluss von Handelsvorteilen und Steuerbefreiung in den USA. Dies solle die Verhandlungsbereitschaft beider Seiten für eine Zweistaatenlösung stärken. Zu den bekannteren Unterzeichnern gehörten Peter Beinart, Adam Hochschild und Michael Walzer. Während manche BDS-Anhänger die Teilzustimmung liberaler Zionisten begrüßen und Kompromisse anstreben, betonen andere den konfrontativen Charakter der Kampagne: Sie ziele auf das Ende des jüdischen Staates und sei unvereinbar mit jedem Zionismus. Liberale Juden sollen diesen aufgeben und für die Menschenrechte der Palästinenser Partei ergreifen.

### Staatliche Maßnahmen
Im Juni 2015 unterzeichnete US-Präsident Barack Obama ein Gesetz, das die ausdrückliche Ablehnung der BDS-Kampagne in Freihandelsabkommen mit der Europäischen Union anstrebt. Im Juli 2015 versprach Hillary Clinton als Präsidentschaftskandidatin der Demokraten, die BDS-Bewegung politisch zu bekämpfen. Diese versuche Israel zu bestrafen und beiden Konfliktparteien die Konfliktlösungen zu diktieren. Das sei kontraproduktiv für Frieden und schädlich für beide Seiten. Im März 2016 vor dem American Israel Public Affairs Committee (AIPAC) nannte sie BDS-Taktiken antisemitisch, warf BDS-Aktivisten vor, jüdische Studenten zu schikanieren, und ermutigte jüngere Zuhörer, alle Versuche zurückzuweisen, Israel zu verleumden, zu isolieren und zu untergraben.
Bis August 2020 erließen 32 Bundesstaaten der USA Gesetze, Verordnungen oder Resolutionen gegen BDS-Aktivitäten. Die meisten dieser Beschlüsse verbieten Geschäftsbeziehungen zu Unternehmen, die BDS und Israelboykotte unterstützen, zuerst in Tennessee (April 2015). Wegen Verstößen gegen die freie Rede vor allem von Individuen und Kleinbetrieben hoben Gerichte in Arizona, Kansas und Texas die Beschlüsse zeitweise auf. Diese wurden dann angepasst und erneut verabschiedet. Das US-Repräsentantenhaus beschloss am 23. Juli 2019 mit 398 zu 16 Stimmen bei fünf Enthaltungen eine parteiübergreifende Resolution, die BDS verurteilt und für Verhandlungen, eine Zweistaatenlösung und das Recht auf freie Rede eintritt.
Seit 11. Dezember 2019 droht ein Dekret von US-Präsident Donald Trump Hochschulen Finanzkürzungen an, die Antisemitismus auf ihrem Campus nicht konsequent genug bekämpfen. Die linksliberale jüdische Organisation J Street fürchtete einen „abschreckenden Effekt“ des Dekrets auf Studenten, die mit Israels Palästinapolitik nicht einverstanden seien.

## Andere Staaten
In Kanada unterstützt die Globalisierungskritikerin und Umweltaktivistin Naomi Klein BDS. Die Grüne Partei Kanadas unterstützte im August 2016 Boykotte, die sich gegen von der Besatzung profitierende Bereiche von Israels Wirtschaft und Gesellschaft richten, und befristete sie bis zu einem Stopp des Siedlungsbaus in den Palästinensergebieten und bis zur Aufnahme von bilateralen Verhandlungen über eine Konfliktlösung. Im Februar 2016 verurteilte Kanadas Unterhaus die BDS-Kampagne. Im Dezember 2016 distanzierte sich die Grüne Partei von den BDS-Zielen, da diese Israels Existenzrecht nicht anerkennen.
In Spanien erklärten bis 2020 mehr als 50 Städte und Gemeinden ihre Unterstützung für BDS. Besonders die Partei Podemos und von ihr kontrollierte Institutionen arbeiten eng mit BDS zusammen. Der Vorsitzende Pablo Iglesias Turrión nennt Israel einen „Verbrecherstaat“, gegen den „mit äußerster Härte“ vorzugehen sei. Der Stadtrat von Valencia erklärte die Stadt im Juni 2018 zur „Israel-Apartheid-freien Zone“ und verbot städtischen Einrichtungen und Mitarbeitern jeden Kontakt mit Israel. Spanische Gerichte hoben diesen und mindestens 23 weitere kommunale BDS-Beschlüsse als verfassungswidrige Diskriminierung auf. Einige Gemeinden zogen ihre BDS-Beschlüsse zurück, nachdem die proisraelische NGO “Acción y Comunicación sobre Oriente Medio” (ACOM) mit Klagen drohte. Die Partei Candidatura d’Unitat Popular (CUP) lud die BDS-Gegnerin Jutta Ditfurth im Mai 2017 von einer internationalen Konferenz in Katalonien wieder aus, weil man den Kampf des BDS „gegen kolonialistische und rassistische Politik“ für „eine zentrale und entscheidende Frage“ hielt.
Das in den Niederlanden ansässige Unternehmen Vitens beendete 2013 die erst kurz zuvor vereinbarte Zusammenarbeit mit dem israelischen Wasserversorger Mekorot, weil diese „nicht vom politischen Kontext getrennt“ gesehen werden könne. Die Entscheidung wurde auch auf BDS-Druck zurückgeführt. Anfang 2014 zog der niederländische Pensionsfonds PGGM seine Investitionen bei fünf israelischen Banken ab, weil diese illegale israelische Siedlungen in den besetzten Palästinensergebieten unterstützten.
Irland, die Niederlande und Schweden erkennen BDS seit 2016 als legitime, von Rede- und Versammlungsfreiheit geschützte zivilgesellschaftliche Bewegung an. Das irische Parlament wollte zudem einen Boykott israelischer Waren aus Palästinensergebieten gesetzlich beschließen, doch die neue Regierung wies das Vorhaben im Juni 2020 zurück. Tschechiens Parlament verurteilte am 22. Oktober 2019 mit großer Mehrheit „alle Manifestationen des Antisemitismus, die sich gegen Einzelpersonen, religiöse Institutionen, Organisationen sowie den Staat Israel richten, einschließlich der Leugnung des Holocaust“. Zugleich lehnte es „jede Infragestellung des Existenz- und Verteidigungsrechts des Staates Israel“ ab und verurteilte „alle Aktivitäten und Äußerungen von Gruppen, die zum Boykott des Staates Israel, seiner Waren, Dienstleistungen oder Bürger auffordern“. Die Prager Regierung solle Gruppen, die einen Israelboykott befürworten, finanziell nicht unterstützen.
In Brasilien unterstützt die Partei Partido Socialismo e Liberdade (PSOL) die BDS-Kampagne seit 2018. Im Juni 2025 forderte eine BDS-Kampagne,  dass Brasilien das Freihandelsabkommen mit Israel auflöst und ein Energieembargo gegen Israel ausspricht. Die Kampagne wurde von der Bewegung der Landarbeiter ohne Boden, Politikern der PSOL und der Partido dos Trabalhadores (PT) sowie bekannten Künstlern wie Chico Buarque oder Ney Matogrosso.

## Europäische Institutionen
Die 2002 gegründete Organisation European Jews for a Just Peace mit Sitz in Amsterdam unterstützt BDS in mehreren europäischen Staaten. Im Herbst 2012 forderten 22 BDS-Unterstützergruppen in einer Broschüre unter anderem eine Kennzeichnung von israelischen Waren aus besetzten und umstrittenen Gebieten Palästinas. Im November 2015 beschloss die Europäische Union (EU) eine Richtlinie, wonach Waren aus Ostjerusalem, israelischen Ortschaften im Westjordanland und den Golanhöhen besonders zu kennzeichnen sind und nicht mehr die Herkunftsangabe „Israel“ tragen dürfen. Der Richtlinientext stimmt teils wörtlich mit der BDS-Forderung überein. Für keinen anderen Gebietskonflikt erließen EU-Gremien eine solche Kennzeichnungspflicht. Diese wird daher als Eingehen auf BDS-Wünsche und „Boykott light“ kritisiert, der von israelischen Firmen hergestellte Waren als mängelbehaftet und für Käufer unattraktiv erscheinen lasse.
Die EU-Außenbeauftragte Federica Mogherini erklärte im September 2016, BDS sei geschützte freie Rede. Jedoch lehne die EU die BDS-Versuche, Israel zu isolieren, und jeglichen Boykott Israels ab.
Am 28. Februar 2018 durfte BDS-Sprecher Omar Barghouti im Europäischen Parlament eine Konferenz zum Verhältnis der EU zu den israelischen Siedlungen in Palästina abhalten. Eingeladen hatte ihn die Progressive Allianz der Sozialdemokraten (S&D). Daraufhin erinnerten jüdische Organisationen und Gemeinden in Europa den damaligen Parlamentspräsidenten Antonio Tajani in einem offenen Protestbrief an antisemitische, auf Abschaffung Israels gerichtete Aussagen Barghoutis und forderten, ihn gemäß EU-Beschlüssen gegen Israelboykotte und Antisemitismus wieder auszuladen.
Der EGMR urteilte über zwei Einzelfälle aus Frankreich gegensätzlich: Im Jahr 2009 bestätigte er, ein Aufruf zum Boykott israelischer Waren auf einer städtischen Webseite sei diskriminierend gewesen, die Strafe dafür verletze nicht die Meinungsfreiheit. Im Jahr 2020 dagegen urteilte er, ein Aufruf zum Israelboykott in einem Supermarkt sei eine zulässige „politische Meinungsäußerung“, die Strafe dafür also unzulässig gewesen.

## UN
Der UN-Sonderberichterstatter für Religions- oder Glaubensfreiheit Ahmed Shaheed behandelte in einem Zwischenbericht an die Generalversammlung der Vereinten Nationen vom 23. September 2019 auch BDS: Er habe zur Kenntnis genommen, dass die Bewegung als fundamental antisemitisch gelte. Laut Kritikern hätten die BDS-Gründer angezeigt, dass ihr Hauptziel sei, das Ende des Staates Israel herbeizuführen. Einigen BDS-Unterstützern werde vorgeworfen, antisemitische Narrative, Verschwörungen und Sprachbilder zu verwenden. Die BDS-Bewegung weise diese Vorwürfe zurück. Ein Hauptakteur versichere, die Bewegung sei inspiriert von der südafrikanischen Anti-Apartheid-Bewegung und der Bürgerrechtsbewegung in den USA; BDS lehne alle Formen von Rassismus ab, treffe Maßnahmen gegen jene, die antisemitische Sprache im Verlauf der Kampagne benutzten, und strebe Israels Befolgung internationalen Rechts nur gewaltfrei an. Auch Sorgen über Gesetze, die Unterstützung für BDS bestrafen, einschließlich negativer Wirkung solcher Gesetze für den Kampf gegen Antisemitismus seien dem Sonderberichterstatter mitgeteilt worden. Das internationale Recht erkenne Boykotte als legitime politische Ausdrucksform und gewaltlose Boykott-Unterstützung als legitime schützenswerte Meinungsäußerung an. Jedoch seien antisemitische Sprachbilder und Stereotype, die Ablehnung des Existenzrechts Israels und die Diskriminierung jüdischer Personen wegen ihrer Religion zu verurteilen.
Im Oktober 2019 kritisierten fünf Sonderberichterstatter des UN-Kommissariats für Menschenrechte (David Kaye, Michel Forst, Michael Lynk, Ahmed Shaheed, Clément Nyaletsossi Voule) in einem Brief an Bundesaußenminister Heiko Maas: Der Bundestagsbeschluss zu BDS vom Mai 2019 setze einen besorgniserregenden Trend, „die Meinungs-, Versammlungs- und Vereinigungsfreiheit unverhältnismäßig einzuschränken“, und greife in das Recht auf politische Meinungsäußerung in Deutschland ein, die BDS-Bewegung zu unterstützen. Fraglich sei, warum der Satz „Der kritische Umgang mit israelischer Regierungspolitik ist von Meinungs-, Presse- und Äußerungsfreiheit geschützt“ nicht in den Beschluss gelangt sei. Die Bundesregierung solle innerhalb von 60 Tagen erklären, welche rechtlichen Folgen der Beschluss habe, wie er sich mit Deutschlands Verpflichtungen zum Schutz der internationalen Menschenrechte vertrage und wie sichergestellt werde, dass BDS-Aktivisten Menschenrechtsverletzungen „ohne unzulässige Einschränkungen“ benennen können.
Im Auftrag des UN-Menschenrechtsrats veröffentlichte das UN-Menschenrechtsbüro am 12. Februar 2020 eine Liste von 112 Firmen, die in israelischen Siedlungen des Westjordanlands aktiv sein sollen. Die Liste soll auf als illegal eingestufte Praktiken jener Firmen aufmerksam machen, darunter Siedlungsbau, Sicherheitsdienste, Banken, Supermärkte, Telefondienste, Touristik und Geräte zum Zerstören palästinensischen Eigentums. Obwohl die Liste keine Sanktionen fordert, gilt sie als Druckmittel auf jene Firmen, ihre Aktivitäten dort einzustellen. Regierungsmitglieder Israels kritisierten, damit sei der Menschenrechtsrat vor der BDS-Kampagne eingeknickt; diese werde die Liste für Boykotte jener Firmen nutzen und weiteren Druck auf sie ausüben. Das BDS-Büro forderte weitere Aktionen gegen jene Firmen. Einige davon bestritten die ihnen zugeschriebenen Praktiken, andere kündigten ihren Rückzug aus den Siedlungen an. Eine Sprecherin des NGO Monitor erklärte, die UN-Behörde habe sich mit der diffamierenden Liste für die antisemitische BDS-Bewegung entschieden.

## Gewerkschaften
Einige Gewerkschaften und Gewerkschaftsverbände haben BDS-Resolutionen beschlossen und/oder ihre Beziehungen zu israelischen Gewerkschaften abgebrochen: so in Großbritannien die UNISON, die National Union of Journalists (2007), der Trades Union Congress (2009), die University and College Union (2010), UNITE (Juli 2014) und die National Union of Students (August 2014); in Irland der Gewerkschaftskongress und IMPACT, in Nordirland die Public Service Alliance, in Schottland der Scottish Trades Union Congress (2010). Die UNITE nannte „Verbrechen der Apartheid“ Israels und Siedlungsbau, angebliche Folter palästinensischer Kinder, „ethnische Säuberungen“ und „rassistische Gesetze“ gegen palästinensische Israelis als Gründe und Veolia, G4S und Sainsbury’s als Beispiele für zu boykottierende Firmen.
In Kanada forderten Mitglieder der Canadian Union of Public Employees (CUPE) in Ontario 2006 einen Israelboykott. 2009 forderten sie, israelische Akademiker von Universitäten Ontarios zu verbannen. Die CUPE-Führung unterband derartige Ausschlussversuche. 2010 schloss sich die Confederation des syndikats nationaux (CSN) in Montreal, 2015 CSN in Québec BDS an. In den USA forderten die kalifornische Abteilung der United Auto Workers (UAW; Dezember 2014), die United Electric Workers Union (August 2015) und die American Federation of Labor and Congress of Industrial Organizations (AFL-CIO) von Connecticut (November 2015) BDS-Resolutionen. Die nationalen und internationalen Gewerkschaftsleitungen lehnten diese ab. Die UAW widerrief eine BDS-Resolution der Graduate Student Union der Universität Kalifornien 2015 als unvereinbar mit ihren Statuten und bekräftigte einen Beschluss gegen Israelboykotte von 2007.
Die DGB-Jugend beschloss auf ihrer Bundeskonferenz am 11. November 2017 mit der Resolution „Boykotte boykottieren“ eine strikte Ablehnung der antiisraelischen Kampagnen BDS und „F.O.R. Palestine“. Am 13. Juni 2018 bekräftigte der Bundesjugendausschuss des DGB diesen Beschluss gegen Versuche, BDS-Forderungen in internationalen Gewerkschaftsgremien durchzusetzen: Man setze weiter auf eine Zwei-Staaten-Lösung, suche zur Befriedung des Palästinakonflikts den Dialog mit vielen Organisationen und distanziere sich darum von Boykottkampagnen gegen Israel und von jeder Zusammenarbeit mit antisemitischen Organisationen.
Vorstandsmitglied Josef Holnburger nannte als Gründe dafür: BDS und F.O.R. Palestine stellten Israels Existenzrecht in Frage, kooperierten mit antisemitischen Organisationen und tolerierten antisemitische Aktionen und Positionen in ihren Reihen. Ihre Forderungen seien nur durch die Abschaffung Israels erfüllbar, die Omar Barghouti als Ziel formuliert habe. Zudem komme es bei diesen Kampagnen immer wieder zu antisemitischen Übergriffen und Gewalt. Weil BDS Zulauf habe und international für seine destruktive Strategie werbe, sei es notwendig geworden, den Ablehnungsbeschluss von 2017 zu bekräftigen. Die DGB-Jugend stehe im Austausch mit der Histadrut und der Palestinian General Federation of Trade Unions (PGFTU). Diese arbeiteten eng zusammen, rieten von BDS und F.O.R. Palestine ab und wendeten sich statt gegen Israel gegen die Arbeitgeber in Palästina. Entgegen der Behauptung auf der BDS-Webseite sei die PGFTU kein Gründungsmitglied von BDS. Weil BDS die Erfolge des Dialogs palästinensischer, israelischer und anderer Gewerkschaften bedrohe und zerstöre, seien diese in der Ablehnung der Kampagne einig. Palästinensische und israelische Arbeiter bekämen die Folgen der Boykotte besonders zu spüren. Daher habe die Histadrut 2008 mit der PGFTU einen Schutz palästinensischer Arbeiter vereinbart. Bisher haben sich nur sieben der 340 Mitgliedsorganisationen des Internationalen Gewerkschaftsbundes der BDS-Kampagne angeschlossen; die knappe mehrheitliche Zustimmung der norwegischen Gewerkschaftsverbands zu BDS habe die DGB-Jugend zu ihrem erneuten Ablehnungsbeschluss motiviert. Darüber diskutiere man im EGB.

## Kirchen
Viele Christen nehmen den Palästinakonflikt seit 1967 verstärkt als Unterdrückung der Palästinenser durch militärische Übermacht Israels wahr und sehen BDS als Gegenmittel. Einige westliche Kirchen haben eine antizionistische Tradition und langjährige Beziehungen zu palästinensischen Christen wie dem 1989 gegründeten Sabeel Ecumenical Liberation Theology Center in Ostjerusalem. Den Boykottaufruf der NGO-Konferenz von Durban 2001 unterstützten 35 christliche Organisationen. Um diese werben BDS-Vertreter besonders, um deren moralische Autorität zur öffentlichen Beachtung und Legitimierung der Kampagne zu nutzen. Manche Kirchen, besonders in Europa, leiten staatliche, für die Palästinensergebiete bestimmte humanitäre Hilfen an BDS-Unterstützergruppen weiter. Das zum Quäkertum gehörige American Friends Service Committee, das die USA schon 1973 zum Boykott von Militärhilfen an Israel aufgerufen hatte, ist aktiv an BDS beteiligt und bildet studentische BDS-Aktivisten aus.
Den BDS-Aufruf von 2005 unterzeichneten auch das Near East Council of Churches Committee for Refugee Work (NECCCRW), das Network of Christian Organizations – Bethlehem (NCOB) und der CVJM in Ostjerusalem. Im selben Jahr riet der ÖRK seinen 342 Mitgliedskirchen zum „gestaffelten, selektiven Divestment von multinationalen Unternehmen“, die an Israels Besetzung von Palästinensergebieten beteiligt seien. Einige britische und US-amerikanische Kirchen, die Pensionsfonds und Aktienanteile an solchen Firmen besaßen, beschlossen das Divestment, so erstmals 2004 die Presbyterian Church (U.S.A.). 2014 verkaufte sie ihre Anteile an drei Firmen, die sie als Profiteure und Komplizen der Besetzung ansah. Die Beschlüsse kamen durch intensive Einflussnahme von BDS-Unterstützern wie dem Israel Palestine Mission Network, Jewish Voice for Peace, Friends of Sabeel in North America und der von Mark Braverman geleiteten Gruppe Kairos USA zustande. Die Presbyterians for Middle East Peace lehnten BDS dagegen weiterhin ab. Die Methodist Church of Great Britain beschloss 2010 einen Boykott von Produkten israelischer Siedlungen. Die United Methodist Church (UMC) beschloss 2014 ein Divestment von der Sicherheitsfirma G4S, widersprach aber Medienberichten, die dies auf Sicherheitsdienste für spezifische israelische Gefängnisse zurückführten. Die Generalsynode der United Church of Christ (UCC) in den USA beschloss 2015 eine BDS-Resolution; eine weitere Resolution, die Israels Militärverwaltung der Westbank als „Apartheid“ brandmarkte, verfehlte die nötige Zweidrittelmehrheit. Die Episkopalkirche lehnte 2015 drei BDS-Beschlussvorlagen ab. Die Mennonite Church USA beschloss 2017 einen Verkauf ihrer Aktien von an israelischer Besetzung beteiligten Firmen.
2009 forderte das von einer Gruppe palästinensischer Christen um Naim Ateek (Sabeel Center) und Mitri Raheb verfasste Kairos-Palästina-Dokument BDS als ethische Pflicht aller Christen. Da der ÖRK es in viele Sprachen übersetzte und allen Mitgliedskirchen zuleitete, verstärkte es die innerkirchliche Debatte um die Kampagne enorm. Obwohl jüdische und christliche Theologen die einseitige Schuldzuweisung an Israel und die beabsichtigte Analogie zu früheren Boykottaufrufen gegen Südafrikas Apartheidsystem meist ablehnten, stellten dutzende Kirchen und kirchliche Vereine sich teilweise oder ganz hinter den Boykottaufruf. Darunter sind die United Church of Canada, der Kirchenrat Südafrikas, einige Kirchen und christliche Hilfswerke in Skandinavien und der Schweiz, die römisch-katholische Organisation Pax Christi, die katholische Associazione Papa Giovanni XXIII und die ÖRK-Initiative Ecumenical Accompaniment Programme in Palestine and Israel (EAPPI). Auch der Friedensnobelpreisträger Bischof Desmond Tutu, der Israel schon 2002 mit Südafrikas Apartheidsregime verglichen hatte, unterstützte BDS. Die kirchlichen BDS-Beschlüsse verliehen den säkularen BDS-NGOs kulturelle Akzeptanz.
Die EKD-Kirchenkonferenz wies einen Totalboykott Israels 2010 wegen der Analogie zum nationalsozialistischen Judenboykott von 1933 zurück und betonte Israels Existenzrecht. Sie fragte jedoch auch: „Wie können wir die Lebensgrundlage von Palästinensern verbessern und vermeiden, dass Waren aus den widerrechtlichen Siedlungen gekauft werden?“ Der Theologe Michael Volkmann erläuterte: Ein Boykott bedeute wirtschaftlich wenig, wirke aber propagandistisch „als Einfallstor des Antisemitismus“ und sei „mit einer einseitigen Schuldzuweisung an Israel verbunden“, die die politische Mitverantwortung der Palästinenser und vieler arabischer Staaten für die Lage ausblende. „Um Frieden zu erreichen, müssen sich beide Seiten bewegen, nicht nur eine.“
In deutschen Kirchen unterstützen der Jerusalemsverein des Berliner Missionswerks, die Solidarische Kirche im Rheinland und das Nürnberger Evangelische Forum für den Frieden BDS. Die deutsche Sektion von Pax Christi ruft seit 2012 mit der Kampagne „Besatzung schmeckt bitter“ zum Boykott („Kaufverzicht“) von Waren Made in Israel auf, weil diese auch in den besetzten Gebieten Palästinas hergestellt worden sein könnten, und will eine gesetzliche „Kennzeichnungspflicht“ für israelische Produkte aus den besetzten Gebieten. Pax Christi kooperiert mit dem Arab Educational Institute (AEI), das den BDS-Aufruf 2005 unterzeichnete. Pax Christi, der Jerusalemsverein und Brot für die Welt gehören zur deutschen EAPPI-Sektion, die das Evangelische Missionswerk leitet. Das 2009 gebildete „Kairos-Palästina-Solidaritätsnetz“ verpflichtet seine Mitglieder ebenso wie der 1989 gegründete ökumenische Verein Kairos Europa zu BDS. Mitgründer und Vorsitzender des Vereins ist der evangelische Theologe Ulrich Duchrow, der auch zum Wissenschaftlichen Beirat von Attac Deutschland gehört. Er unterstützt BDS mit einer antiimperialistischen Variante der Substitutionstheologie, so 2017 in einem Sammelband zum Reformationsjubiläum, den die EKD, fünf deutsche Landeskirchen und Brot für die Welt mitfinanzierten. Ein Auftritt Duchrows und Farid Esacks beim Deutschen Evangelischen Kirchentag 2019 wurde nach Kritik der Ruhrbarone kurzfristig abgesagt.
Die Evangelische Akademie Bad Boll führt öfter Tagungen mit BDS-Befürwortern durch. 2010 lud die Akademie einen Referenten der Hamas ein und zog dies erst nach starken Protesten zurück. 2011 forderte die Einladung zu einer Tagung zum Kairos-Palästina-Dokument „wirtschaftliche Maßnahmen gegen die Besatzungsmacht Israel“. Zur Tagung Shrinking Space im Israel-Palästina-Konflikt im September 2018 lud die Akademie fast nur BDS-Befürworter als Referenten ein. Auch die Evangelische Akademie Tutzing lud 2017 zu einer Tagung zum Nahostkonflikt überwiegend BDS-Befürworter ein, sagte die Tagung aber nach öffentlicher Kritik ab.

## Internationale Bürgermeister-Koalition
Am 27. Februar 2019 gründeten die Bürgermeister Haim Bibas (Gemeindeverwaltungen Israels), Uwe Becker (Frankfurt am Main) und Gabriel Groisman (Bal Harbour, Florida) in Tel Aviv eine internationale Bürgermeisterkoalition gegen Hass, Antisemitismus und antisemitische Gruppen wie BDS. Das Bündnis erhielt schon bei der Bekanntgabe hunderte Mitglieder in Europa, Südamerika, Israel und den USA.

## Wissenschaftliche Debatte

### Delegitimation Israels
Die BDS-Kampagne zielt für einige britische Politikwissenschaftler eindeutig auf Israels Isolation und Delegitimierung. Deren Vertreter würden Zionismus mit Rassismus gleichsetzen, die Sperranlagen als Beweis für Segregation zwischen Juden und Palästinensern deuten und würden die reale Situation der arabischen Israelis verkennen. Das Rückkehrrecht für alle Palästinenser würde diesen eine Mehrheit verschaffen, Israel seines jüdischen Charakters berauben und zu seinem Untergang führen. BDS sei daher als antizionistische Organisation mit dem Ziel der Zerstörung Israels zu beschreiben.
Ähnlich kritisierte Norman Finkelstein die BDS-Anhänger 2012: Man könne Israels Rückzug nur fordern und sich dazu auf völkerrechtlich bindende UN-Beschlüsse berufen, indem man zugleich Israels Existenz anerkenne. Er verabscheue die Unaufrichtigkeit, eigentlich Israels Ende anzustreben, die Zahl palästinensischer Flüchtlinge zu übertreiben und Terror in den Herzen jedes Israelis zu erzeugen, statt den Konflikt lösen zu helfen. Er halte das für einen sektiererischen linken Kult.
Daphna Kaufman, Vorsitzende der partei- und staatsunabhängigen Denkfabrik Reut (Tel Aviv), beurteilt den BDS-Appell an Menschenrechte und gewaltfreien Protest als Fassade für Werbung. Die Gefahr liege darin, dass die Bewegung die Grenze zwischen Delegitimierung des Staates Israel und Kritik an Israels Politik verwische. Die von ihren Führern angestrebte Einstaatenlösung würde das Ende von Israels politisch-ökonomischem Modell bedeuten. Viele Unterstützer wollten dagegen die Zweistaatenlösung, also die Koexistenz Israels mit einem Palästinenserstaat fördern. Ihnen seien die Ziele der Organisatoren nicht immer bewusst. Diese verstünden sich als Ideengeber, nicht als Lenker. Die Bewegung entwickle sich als stark dezentralisiertes Netzwerk ohne zentrale Befehls- und Kontrollstruktur, ohne Eigentümer oder einzelne Geldgeber.
Manche BDS-Unterstützer erklären, der Gründungsaufruf sei ungenau formuliert und ziele nur auf Israels Rückzug. Das Rückkehrrecht beinhalte keine israelische Schuldanerkennung für die Nakba und solle nur für die seit 1967 besetzten Gebiete gelten. Cary Nelson, ehemaliger Präsident der „American Association of University Professors“, weist „BDS lite“ jedoch als Täuschungsmanöver zurück und nennt als Haupteinwände:
- BDS stelle sein Ziel falsch dar: Tatsächlich werde keine andere Regierungspolitik, sondern die Auflösung des jüdischen Staates angestrebt.
- Der BDS-Anspruch eines gewaltfreien Wegs zur Konfliktlösung sei irreführend, da der jüdische Staat nicht gewaltfrei aufgelöst werden könne.
- BDS dämonisiere, antagonisiere und delegitimiere eine der beiden Konfliktparteien, idealisiere die andere und blockiere damit die zur Lösung notwendigen beidseitigen Verhandlungen.
- BDS biete keine besonderen Schritte zur Konfliktlösung und keinen detaillierten Friedensplan an, sondern nur eine umfassende Verdammung Israels.
- BDS wolle kein Rückkehrrecht von Palästinensern in die Westbank aushandeln, sondern ein Rückkehrrecht für alle Palästinenser nach Israel in dessen Grenzen vor 1967 erzwingen.
- BDS fordere ein Ende aller Mühen, gegenseitige Empathie und Verständigung zwischen Israelis und Palästinensern aufzubauen, und verwerfe somit bedingungslosen Austausch, Dialog und Verhandeln als Weg zum Frieden.
- BDS behaupte fälschlich, nur Institutionen, nicht Einzelne anzugreifen. Die BDS-Richtlinien bewiesen das Gegenteil.
- Der akademische Boykott begrenze Kontakte mit Kritikern der Politik Israels, darunter arabischen Israelis an Hochschulen Israels, unterhöhle den freien Austausch von Ideen und die freie Wahl von Studiengebieten und Mitarbeitern für Studenten und Dozenten.
- BDS biete den Palästinensern selbst keine realistischen und greifbaren Hilfen an, sondern versuche Amerikaner und Europäer für eine Hassbotschaft zu gewinnen.[342]

Einige aktuelle Antisemitismusforscher sehen in der Bezeichnung Israels als Apartheidstaat ein Mittel der Diffamierung. Die Verhältnisse in Südafrika zur Zeit der Apartheid auf Israel zu projizieren und damit keine Analyse der Situation zu liefern, sondern Israel als Ganzes als moralisches Unrecht darzustellen, sei im BDS-Diskurs als Dämonisierungsstrategie beliebt. Auch laut Samuel Salzborn und Kirsten Dierolf zielt BDS damit auf die Dämonisierung, Delegitimation und Abschaffung Israels. Der Vergleich mit dem Apartheidregime des früheren Südafrika unterstelle, Israel sei ein rassistischer, auf Unrecht und „ethnische Säuberungen“ gegründeter Staat. Sie verweisen dagegen auf historische Fakten, etwa dass Israels Staatsgründung großenteils auf geordnete Landverkäufe von Arabern an Juden in Palästina folgte und die in Israel gebliebenen Araber nach dem Palästinakrieg gleiche Bürgerrechte und Zugang zu Bildung, Arbeitsmarkt und Politik erhielten. Der Apartheidvergleich offenbare daher den antisemitischen Charakter der BDS-Kampagne, die Palästinenser nur als Druckmittel zum Diffamieren Israels benutze. Für die Sozialwissenschaftler Philip Mendes und Nick Dyrenfurth soll der Vergleich Israel als „Paria-Staat“ markieren. Sie verweisen auf seinen historischen Ursprung: Er gehe auf die antizionistische Kampagne der Sowjetunion von 1967 zurück, die Zionismus als Werkzeug des westlichen Imperialismus und dem Nationalsozialismus gleichende rassistische Ideologie darstellte. Der Vergleich beruhe auf einem verschwörungstheoretischen Antisemitismus. Laut der Sozialwissenschaftlerin Jutta Ditfurth blendet der Vergleich die historischen Gründe der Entstehung Israels, seine rechtsstaatliche Verfassung, die demokratischen Rechte arabischer Israelis und ihre Möglichkeiten, gegen Diskriminierung vorzugehen, aus und verharmlost Südafrikas Apartheidssystem stark. Der antizionistische Historiker und BDS-Befürworter Ilan Pappé dagegen hält den Vergleich für legitim und wissenschaftlich diskutabel, bestätigt aber zugleich, dass er auf Delegitimation von Israels Existenzrecht und Ersetzung seiner Verfassung, nicht nur auf politische Reformen zielt.

### Antisemitismus

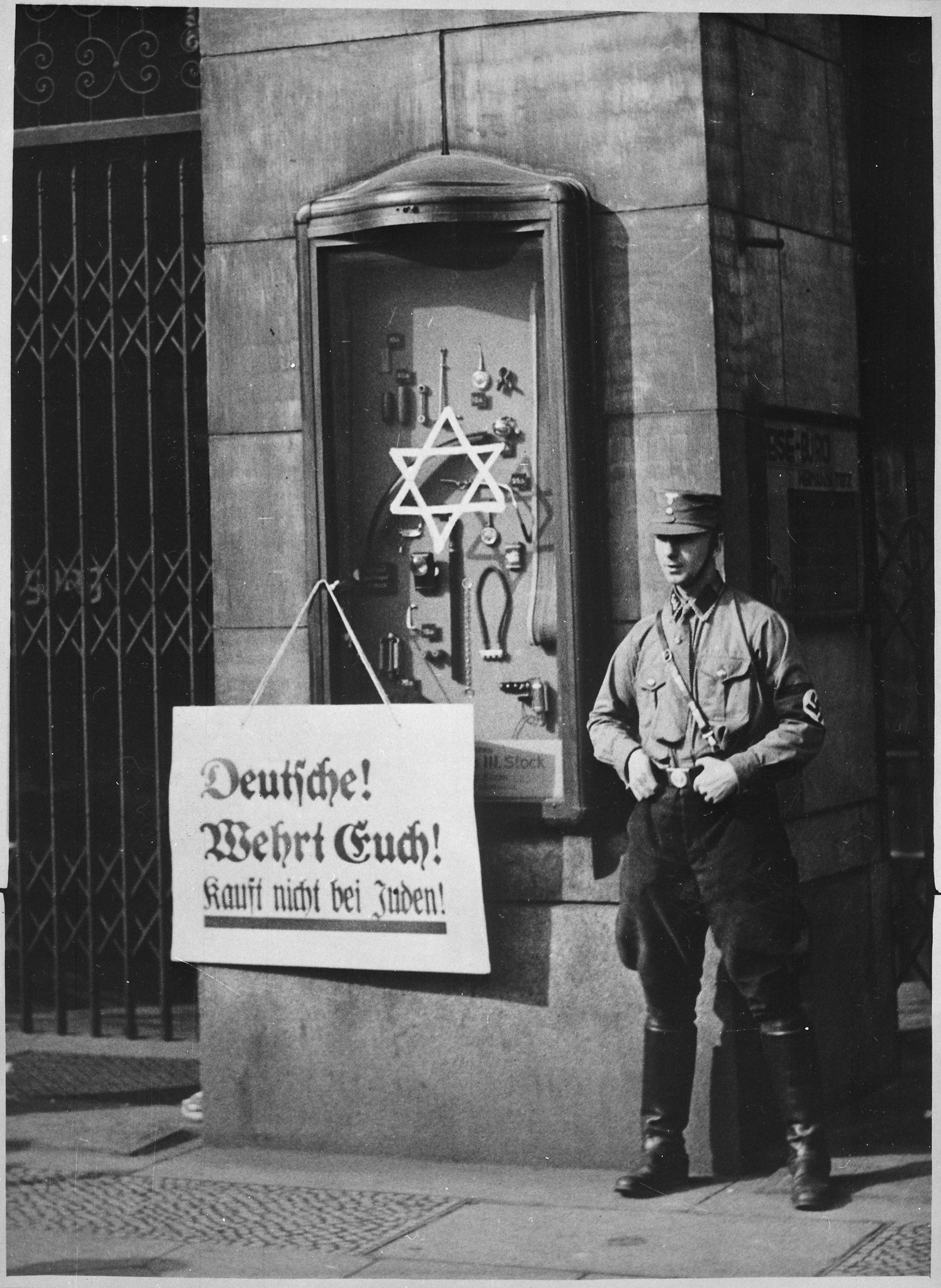
Parallelen zur Kampagne „Kauft nicht bei Juden“ im nationalsozialistischen Deutschland werden gezogen.

Die Antisemitismusforschung erörtert seit langem das Verhältnis von Antizionismus zu Antisemitismus und untersucht in diesem Kontext seit einigen Jahren auch die BDS-Bewegung. Dabei orientieren sich die Forscher an historischen Analogien und Vorläufern, den erklärten Zielen, dem empirischen Verhalten und der Rhetorik der BDS-Vertreter. Kenneth L. Marcus, Gründer des Louis D. Brandeis Center for Human Rights under Law, sieht die primäre BDS-Strategie in der Tradition früherer Judenboykotte auf Abwehr jeder Normalisierung der Beziehungen zu Israel ausgerichtet, konträr zur Hoffnung früher Zionisten, mit dem jüdischen Staat dem Antisemitismus den Boden zu entziehen. Bewusste Antipathie gegen Juden habe die BDS-Kampagne wachsen lassen. Marcus schreibt, dass
- zum Council for the National and Islamic Forces in Palestine, das den BDS-Aufruf unterzeichnete, die Hamas und andere Terrorgruppen gehören,
- bei BDS-Veranstaltungen öfter Juden körperlich angegriffen wurden,
- einige BDS-Anhänger Holocaustleugnung vertreten oder Leugner unterstützen,
- auch andere BDS-Anhänger durch Herabsetzen Israels unbewusst Feindseligkeit gegen Juden ausdrücken;
- BDS-Anhänger antijüdische Stereotype, Bilder und Mythen verbreiten. Als Beispiel nannte Marcus den Ausdruck „Israelisches Kreuzigungs-System“, der den christlichen und judenfeindlichen Gottesmord-Vorwurf wiederbelebe;
- die Forderung von BDS-Anhängern, Israel zu zensieren, das Stereotyp einer jüdischen Medienkontrolle ausdrückt.[349]

Für das Forscherteam um Monika Schwarz-Friesel und Martin Kloke ist die BDS-Kampagne Teil des „gebildeten Antisemitismus“, der heutigen Bedingungen gemäß als Anti-Israelismus erscheine. Gemessen am 3-D-Test für Antisemitismus betreibe BDS eine Dämonisierung und Delegitimierung des Staates Israel mit Doppelstandards und leugne letztlich Israels Existenzrecht. Das Verhalten von BDS-Anhängern zeige vielfach die für Judenhass typische Virulenz und Obsessivität. Wie eine umfassende Studie empirisch nachwies, benutzen Israelfeinde beliebige, auch unpolitische Anlässe im Internet zu Boykottaufrufen gegen Juden, Israelis und den Staat Israel. Diese sind immer verbunden mit und gefolgt von antisemitischen Hassposts, die boykottierte Einzelpersonen als Vertreter aller Juden und Israelis, als „zionistische Rassisten“, Massen- und Kindermörder usw. verteufeln und ihre Vernichtung fordern oder wünschen. Boykottaufrufe, Verweise auf BDS und Vernichtungsrhetorik treten im Internet miteinander und mit weitgehend identischer Semantik auf. Diese greift zu großen Anteilen auf altbekannte antisemitische Stereotype zurück und reaktiviert sie. Die spezifischen Ausdrucksmittel und Argumentationsmuster weisen dabei eine typische Gleichförmigkeit auf.
Auch der Sozialwissenschaftler Samuel Salzborn hält die BDS-Kampagne für „ihrer Intention nach antisemitisch“. Die Forderung des sogenannten Rückkehrrechts beruhe auf einer „‚Vererbbarkeit‘ des Flüchtlingsstatus“ und beinhalte Israels Vernichtung. BDS habe die Nazi-Parole „Kauft nicht bei Juden“ erneuert und auf Israel übertragen. Die Kampagne betreibe eine Täter-Opfer-Umkehr, insofern die palästinensischen Organisationen, mit denen sich die Kampagne solidarisiere, eine Vernichtung Israels anstrebten, die Menschenrechte verachteten, ein totalitäres System einer islamistischen Umma sich zum Ziel gesetzt und von Anfang an jede Form der Koexistenz abgelehnt hätten. BDS bekämpfe in einer „Kollektivhaftung“ Individuen, um den jüdischen Staat zu treffen: Sie bestrafe einzelne Personen oder Institutionen nicht dafür, was sie getan hätten, sondern dafür, was sie sind bzw. wofür sie von der Kampagne gehalten werden. Dies weise auf „ein völkisches Verständnis von Strafrecht“ hin. Weitere Autoren argumentieren ähnlich.
Mitchell Bard (Leiter der Jewish Virtual Library) beurteilt BDS als antisemitisch, weil die Bewegung Israel als einzigen Staat boykottiere, offen auch einzelne Juden angreife, das Recht des jüdischen Volks auf Selbstbestimmung in einem eigenen Heimatland bestreite, das sie den Palästinensern zugestehe, Israel alle Schuld am Konflikt mit den Palästinensern gebe, es zur Verdammung auswähle und die schlimmsten Menschenrechtsverletzer der Welt ignoriere. Zudem hätten BDS-Führer klargemacht, dass Israels Zerstörung ihr letztes Ziel sei.
Der Antisemitismusforscher Wolfgang Benz hält BDS nicht für antisemitisch, sondern für eine „politische, israelkritische Bewegung“, was „Antisemiten aber nicht an der Teilnahme hindere“. Wer BDS dagegen pauschal „als antisemitisch abstempelt“, habe „primär ein politisches Interesse – und kein Interesse an Aufklärung und Frieden.“
Laut dem Politikwissenschaftler Floris Biskamp ist BDS als Ganzes antisemitisch, da es der Bewegung um einen Boykott nicht nur der Regierung, sondern aller israelischen Unternehmen, Kulturschaffenden sowie der gesamten Gesellschaft gehe. Auch eine insgesamt antisemitische Kampagne könne zugleich von Juden unterstützt werden.
Die Diskriminierungs- und Inklusionsforscherin Julia Bernstein bezeichnet BDS als „antisemitische[] Bewegung“ und nennt die Kampagne als Beispiel für „die Gleichzeitigkeit und Verschränkung der diskriminatorischen und liquidatorischen Dimension des Antisemitismus“.
Der Politikwissenschaftler Jakob Baier attestiert BDS, dass es der Kampagne um weit mehr gehe als eine internationale Isolierung Israels. Mit der „Deutung des Zionismus und des Staates Israel als rassistisches, imperialistisches und (neo)koloniales Projekt“ werde „die historische und gegenwärtige Notwendigkeit eines staatlich und demokratisch organisierten Schutzraumes für Jüdinnen und Juden vor dem weltweit grassierenden Antisemitismus in Abrede gestellt“. Durch die „bewusst vage formulierten Kernforderungen der BDS-Kampagne“ würden „breite Interpretationsspielräume“ eröffnet und eine Anschlussfähigkeit für unterschiedliche gesellschaftliche und politische Milieus geschaffen.
Die Politikwissenschaftlerin Muriel Asseburg schreibt in ihrem Buch Palästina und die Palästinenser (2024) nach Auswertung der Veröffentlichungen von BDS, dass sich die Bewegung explizit von Antisemitismus distanziere und nicht auf die Isolierung von Juden und dem Judentum ausgerichtet sei. Vielmehr werde die Kritik am Umgang der israelischen Regierung mit den Palästinensern ins Zentrum gesetzt. Der Boykott gelte, nach Asseburgs Betrachtung, nicht Menschen jüdischen Glaubens, sondern Israelis, egal welcher Glaubensrichtung, die sich nicht von der Besatzung und Diskriminierung der Palästinenser distanzierten. Bei der Forderung, die Besatzung zu beenden, beziehe sich die Bewegung nur auf die besetzten Gebiete von 1967. Insgesamt könnte sich, so Asseburg, die Bewegung auch für das Selbstbestimmungsrecht des israelischen Volkes einsetzen, um Befürchtungen entgegenzuwirken, dass sie palästinensische Rechte auf Kosten jüdisch-israelischer Rechte zu verwirklichen anstrebt.
Der transnationale BDS-Aktivismus für die Menschenrechte der Palästinenser, so die Sozialwissenschaftlerin Natascha Müller, legitimiere „Boykottaktivismus gegen Israel, während israelische Sichtweisen, Rechte und Forderungen delegitimiert, dämonisiert und zum Schweigen gebracht werden“. Die normative Unterscheidung zwischen legitimen und illegitimen Rechten folge „der tradierten antisemitischen Fantasie von ‚Juden‘ als dem Anderen, dem ‚Bösen‘ der Menschheit“. Diese Fantasien mobilisierten transnationale Protestakteure „für eine vermeintlich moralisch zwingende Positionierung in einem existenziellen Kampf um ‚gut‘ und ‚böse‘“.
BDS-Vertreter berufen sich auf die Menschenrechte und erklären, Kritik am Zionismus könne sich nicht gegen alle Juden richten, da sie nicht alle Zionisten seien. Antisemitismusvorwürfe gegen BDS seien selbst antisemitisch, da sie Juden mit Zionisten gleichsetzten. Es handele sich um eine von Zionisten gezielt benutzte Strategie, um die Kampagne zum Schweigen zu bringen. Der israelische Historiker und Antisemitismusforscher Moshe Zimmermann betont, nicht jeder BDS-Unterstützer sei automatisch Antisemit und nicht jeder Boykotteur ein BDS-Anhänger. Er sieht in diesen Zuordnungen eine „Technik des Mundtotmachens“ im Interesse der israelischen Regierung.
Die von rund 200 Akademikern unterstützte Jerusalemer Erklärung zum Antisemitismus vom März 2021 soll die Antisemitismusdefinition der International Holocaust Remembrance Alliance (IHRA) mit 15 Leitlinien verbessern, ergänzen oder korrigieren. Leitlinie 14 lautet: „Boykott, Desinvestition und Sanktionen sind gängige, gewaltfreie Formen des politischen Protests gegen Staaten. Im Falle Israels sind sie nicht per se antisemitisch.“ Dies bedeute jedoch noch keine politische Zustimmung; die Unterzeichner hätten verschiedene Ansichten dazu. Die Erklärung fand Zustimmung und Kritik.
2023 bezeichneten die Soziologen Thomas Haury und Klaus Holz die BDS-Bewegung als „zu relevanten Teilen von Antisemitismus durchzogen“. Der Historiker Sebastian Voigt benannte sowohl die BDS-Bewegung als auch deren Kampagne als antisemitisch. Für den Historiker Jeffrey Herf zeigt der „obsessive Fokus“ der BDS-Bewegung auf Israel, „dass dieses sehr alte Vorurteil [Antisemitismus] hier in neuem Gewand am Werk ist“.